# Wilhelm Rösch (Bildhauer)

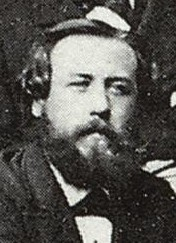
Bildnis von Wilhelm Rösch, Ausschnitt aus einem Gruppenfoto der Stuttgarter Künstlervereinigung „Tafelrunde“

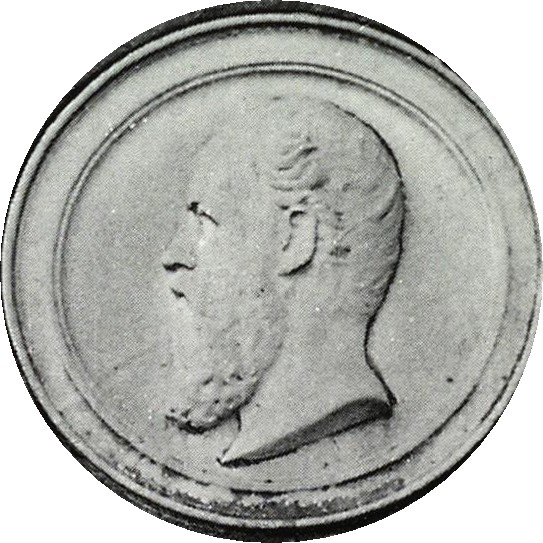
Bildnismedaillon von Wilhelm Röschs ehemaligem Grabmal

Johann Wilhelm Rösch (* 8. November 1850 in Neckarrems; † 8. August 1893 in Stuttgart) war ein spätklassizistischer württembergischer Bildhauer von regionaler Bedeutung. Er schuf eine Vielzahl von Reliefs, Statuen und Büsten, die überwiegend im Stuttgarter Raum aufgestellt sind.

## Leben und Werk

### Kindheit
Wilhelm Rösch wurde als drittes von zehn Kindern des Neckarremser Steinhauermeisters Jakob Friedrich Rösch (1823–1891) und der Weingärtnerstochter Johanna Lang aus Mundelsheim geboren. Wilhelms jüngster, bereits mit 32 Jahren verstorbener Bruder Hermann war ebenfalls Bildhauer, sein älterer, erstgeborener Bruder Jakob Friedrich wurde Steinhauermeister wie der Vater.

### Ausbildung
Im Jahr 1862 zog die Familie nach Stuttgart um. Nach dem Besuch der Volksschule erlernte Rösch den Beruf des Steinhauers, zuerst bei seinem Vater, dann bei dem angesehenen Stuttgarter Bildhauer Albert Güldenstein, der u. a. Tierskulpturen für die Wilhelma und Kandelaber für Schloss Rosenstein geschaffen hat. Nach der Lehrzeit arbeitete er unter seinem Vater als Steinhauergeselle, wobei ihm schon bald ornamentale Verzierungsarbeiten übertragen wurden. Nebenher besuchte er das Stuttgarter Polytechnikum, wo er sich besonders bei dem Modellierer Christian Plock im Ornamentzeichnen und im Modellieren übte.

### Studium
Als Anerkennung für die von ihm geschaffene Tonfigur Christus als guter Hirte erhielt Rösch von der durch Ferdinand von Steinbeis geleiteten Königlichen Zentralstelle für Gewerbe und Handel eine Unterstützung zum Besuch der Stuttgarter Kunstschule, wo er von 1870 bis 1874 unter dem Bildhauer Theodor Wagner, einem Schüler Johann Heinrich Danneckers, studierte. Die Kunstschule gewährte ihm anschließend ein Stipendium zum Studium an der Dresdner Kunstakademie, wo er seine Studien unter dem Bildhauer Adolf von Donndorf, einem Schüler Ernst Rietschels, fortsetzte. Als von Donndorf 1876 zum Nachfolger Theodor Wagners als Professor der Bildhauerei an die Kunstakademie Stuttgart berufen wurde, ging er mit diesem zusammen nach Stuttgart zurück, um dort seine Studien zu beenden.

### Berufsleben

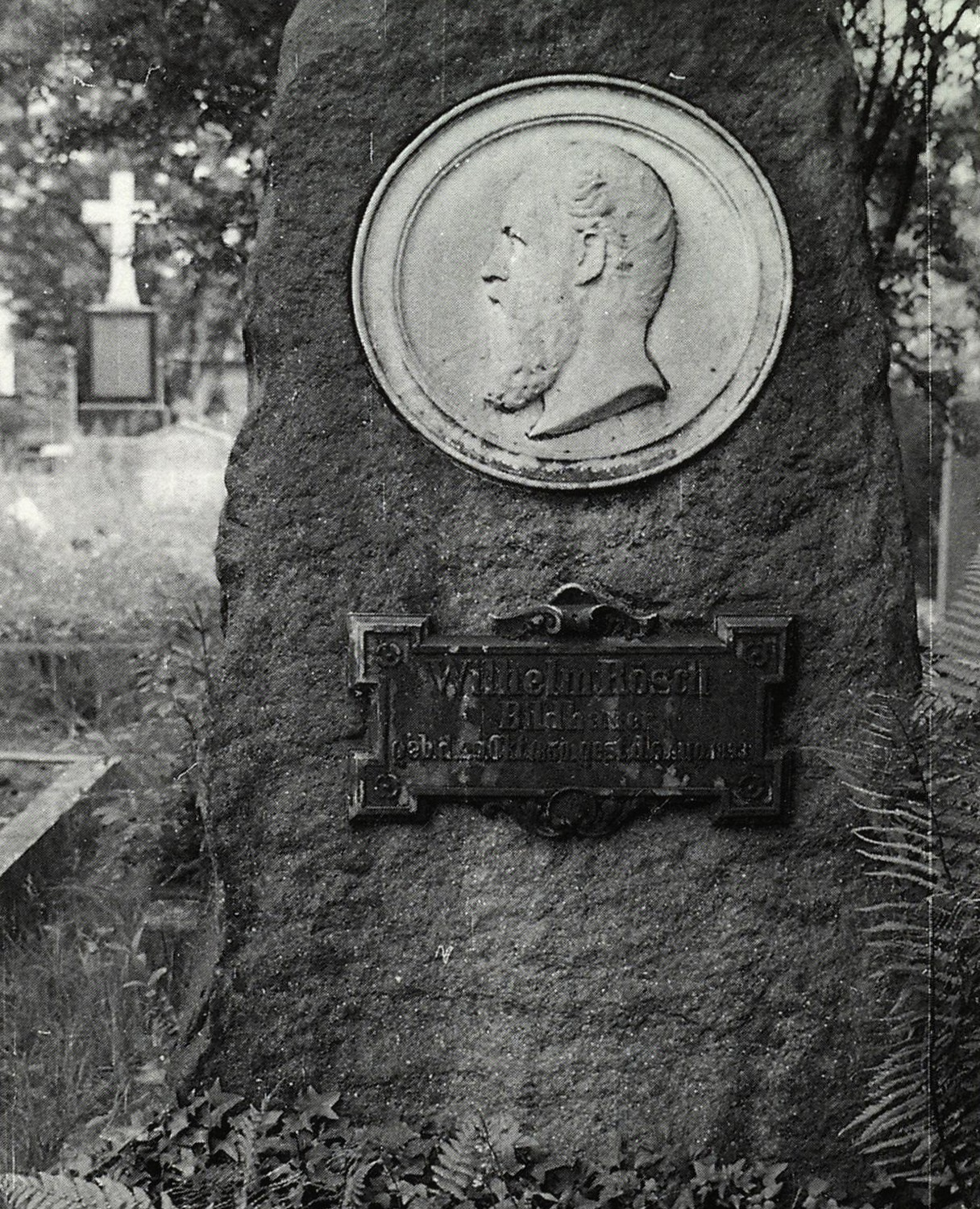
Röschs ehemaliges Grab auf dem Stuttgarter Pragfriedhof

In den folgenden beiden Jahren machte Rösch durch prämierte Arbeiten wie Die Kindersegnung, Des Sängers Fluch und eine Kepler-Statue  sowie durch die Mörike-Büste für das Mörike-Denkmal von sich reden. Im Jahr 1878 wurde Rösch das testamentarisch von dem Historienmaler Joseph Anton von Gegenbaur ausgesetzte Stipendium für eine Italienreise zugesprochen. Nach Fertigstellung der Kepler-Statue begab er sich im gleichen Jahr zu einem anderthalbjährigen Studienaufenthalt nach Rom. Dort schuf er u. a. ein Marmorhochrelief für Gegenbaurs Grabmal auf dem deutschen Friedhof in Rom und führte für seinen Lehrer von Donndorf das Grabmal Robert Schumanns aus.
Nach seiner Rückkehr im Jahr 1879 gründete Rösch in Stuttgart sein eigenes Atelier. In den verbleibenden 14 Jahren seines kurzen Lebens schuf er Grabdenkmäler (Theodor Wagner, Ludwig Stark), Denkmäler (Wilhelm Hauff, Julius Haidlen, Ottilie Wildermuth), Reliefs (Zwickelrelief für die ehemalige Königliche Landesbibliothek, allegorisches Relief Die Nacht) und Statuen (Georg der Bärtige, allegorische Figuren für die Alte Staatsgalerie, Marienstatue für das Marienhospital, drei Statuen für die Friedenskirche, allegorische Halbfigur Der Glaube).
Eine Sonderstellung in Röschs Werk nimmt das Muckenbüble ein. Es unterscheidet sich von seinen übrigen Werken, die ganz der Tradition verhaftet sind, durch seine schwebende Leichtigkeit, seinen eleganten Schwung und die humorvolle Auffassung der Situation.
Über die persönlichen Lebensumstände des erwachsenen Mannes, ob er verheiratet war und Kinder hatte und ob er ein auskömmliches Leben fristen konnte, ist nichts bekannt. Jedenfalls erlangte er in seinem kurzen Leben keinen sicheren Posten, etwa als königlicher Bildhauer oder Lehrer an der Kunstschule. Seine letzte Ruhestätte fand Rösch auf dem Stuttgarter Pragfriedhof. Seine Angehörigen ließen ihm ein Grabmal aus Naturstein errichten, das ein rundes Bronzemedaillon mit seinem Bildnis trug. Seit der Auflösung des Grabs 1962 ist der Grabstein mitsamt Medaillon verschwunden.

## Bedeutung
In seinem kurzen Leben gelang es Rösch nicht, sich über die engere Umgebung von Stuttgart hinaus einen Ruf zu erwerben, wenn auch sein Muckenbüble 1883 auf der Internationalen Kunstausstellung in München mit einer goldenen Medaille ausgezeichnet wurde. Rösch war im Wesentlichen noch dem klassizistischen Stil verhaftet, wie auch seine Lehrer Wagner und von Donndorf.
Ein Bildhauer unserer Tage, Karl-Henning Seemann urteilt: „Man würde Wilhelm Rösch nicht gerecht, wollte man ihn an seinem 10 Jahre älteren großen Zeitgenossen, Auguste Rodin messen, dessen Genie aus dieser Generation hoch hinaus und in unser Jahrhundert weit hineinragt. Rösch bleibt ganz in der Kunst des ausgehenden 19. Jahrhunderts befangen, einer Kunst, die feste Maßstäbe für »falsch«und »richtig« kannte, an der auf den Akademien alles lehr- und lernbar war, was seit der Renaissance zum Repertoire des künstlerischen Könnens gehörte. Alles, was die Bildhauerei des 20. Jahrhunderts und das Interesse meiner Generation ausmacht, setzt sich deutlich von dieser oft steril gewordenen Perfektion ab.“
Röschs Muckenbüble und seine Büsten von Hauff und Mörike gehören zu seinen herausragenden und reizvollsten Werken, ein Urteil, das auch seine Zeitgenossen teilten. Auch Seemann zollt Rösch für diese Werke sein uneingeschränktes Lob: „Die sehr gut gemachten Porträtbüsten der schwäbischen Dichter erfüllen bis heute in Ehren ihren Zweck, und das sogenannte »Muckenbüble« im Städtischen Lapidarium Stuttgart bereitet mir immer wieder Vergnügen. Es lohnt sich, um diese Plastik herumzugehen und sie von allen Seiten zu betrachten, denn der Knabe, der sich umdreht um ein Insekt zu erschlagen, ist eine vollendet durchgeformte FIGURA SERPENTINATA, die ihre Vorbilder nicht zu verleugnen braucht. Hier lastet kein anderer Inhalt als die neckische Episode auf dem Entwurf. Es ist, als wenn hier die Witzigkeit und Harmlosigkeit des Anlasses die größte bildhauerische Entfaltung des Künstlers ermöglicht.“

## Werke
Die Werke Wilhelm Röschs werden aufsteigend nach dem Entstehungsjahr aufgeführt, sowohl die erhaltenen Werke als auch solche, die nur durch Fotos überliefert sind. Die Liste der verlorengegangenen Werke enthält die Werke, über deren Verbleib nichts bekannt ist oder solche, die zerstört wurden.
In den Überschriften geben die Jahreszahlen in Klammern das Entstehungsjahr an, in den Bildunterschriften das Jahr, in dem das Foto aufgenommen wurde.

### Die Kindersegnung (1877)

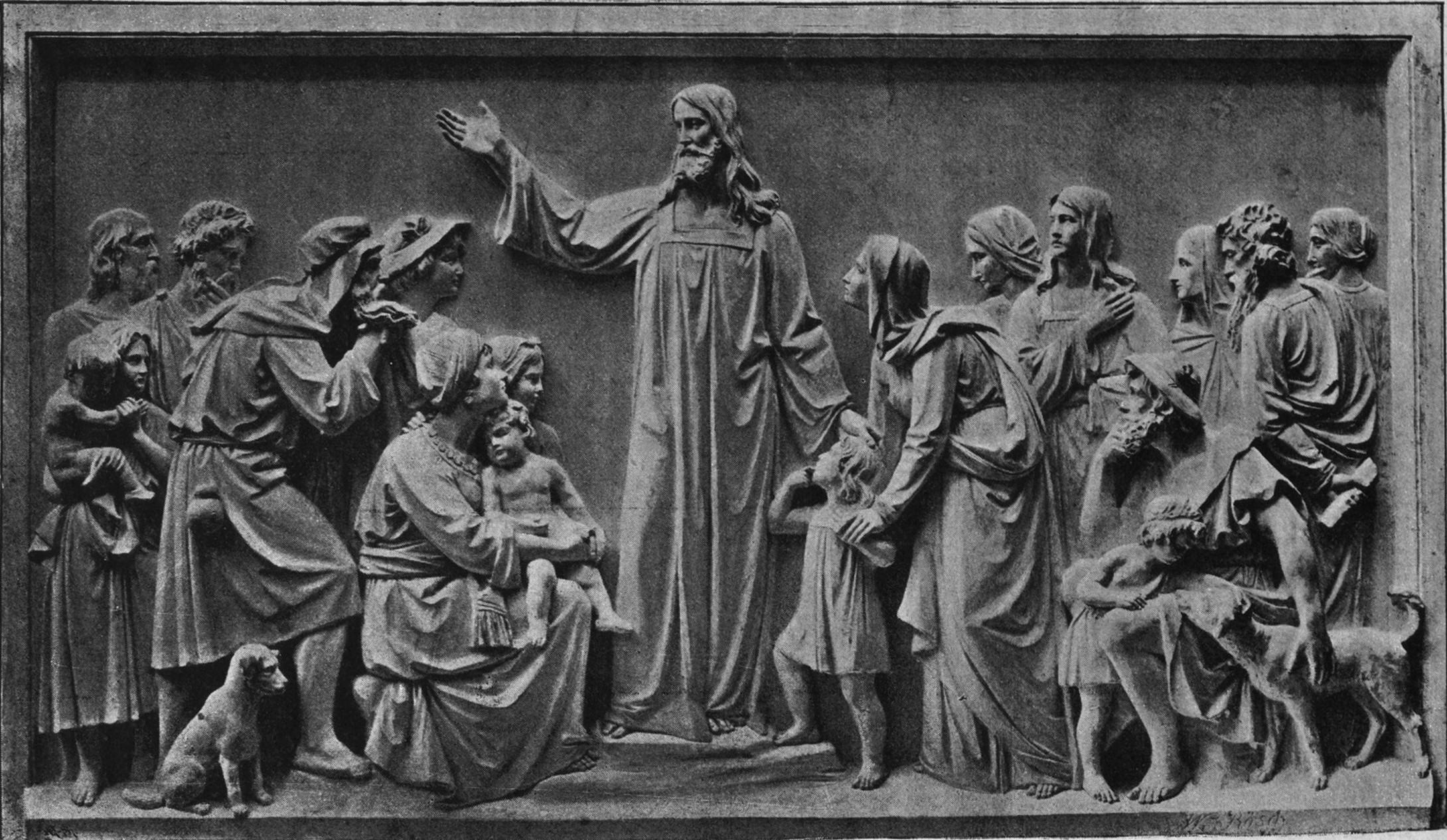

Gipsguss eines Reliefs mit Holzrahmen, 109 cm breit, 66 cm hoch. Darstellung der Kindersegnung (Matthäus 19,14 ).
Standort: Remseck am Neckar, Michael-Sebastianskirche.

### Kepler-Statue (1879)

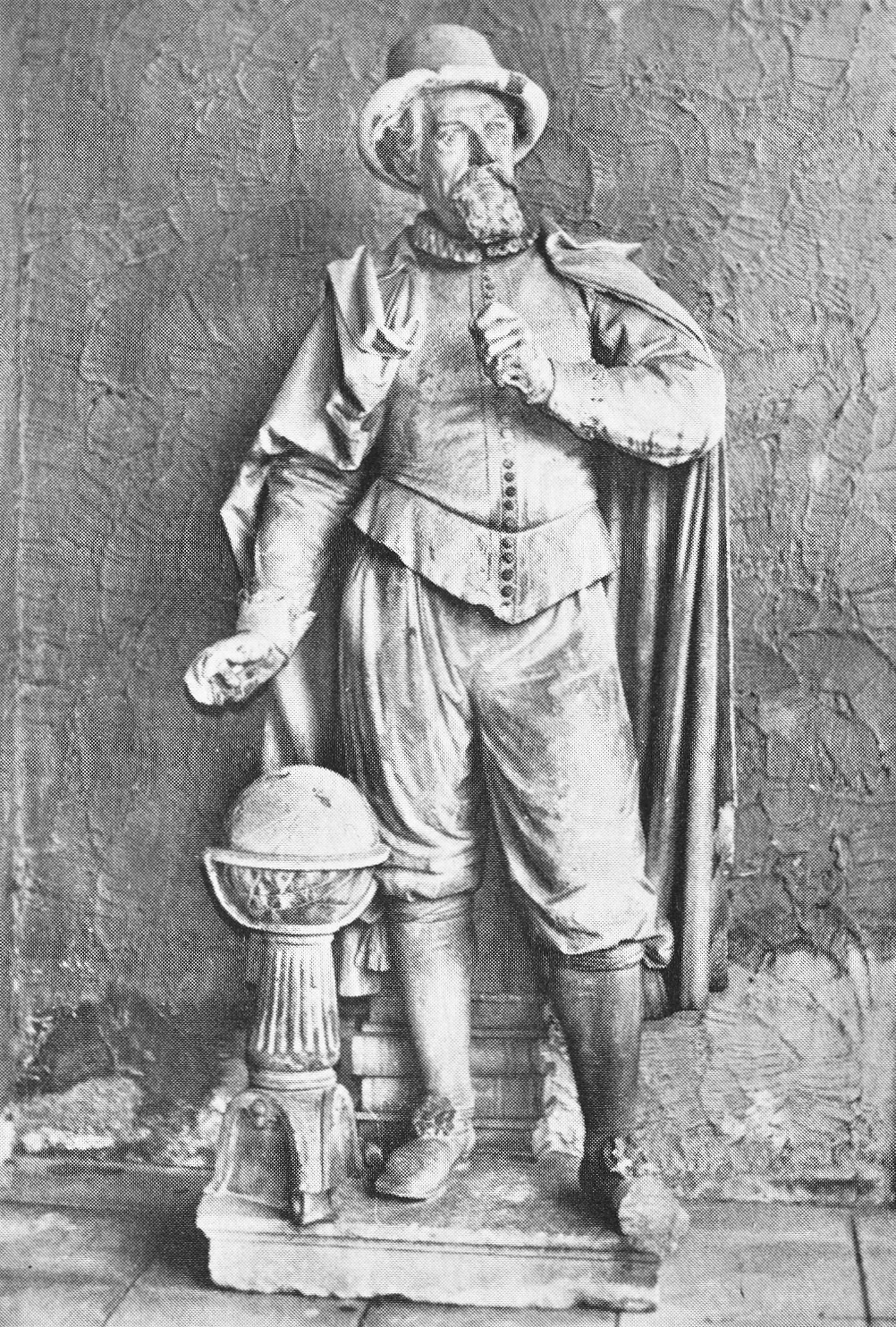
Kepler-Statue von Wilhelm Rösch
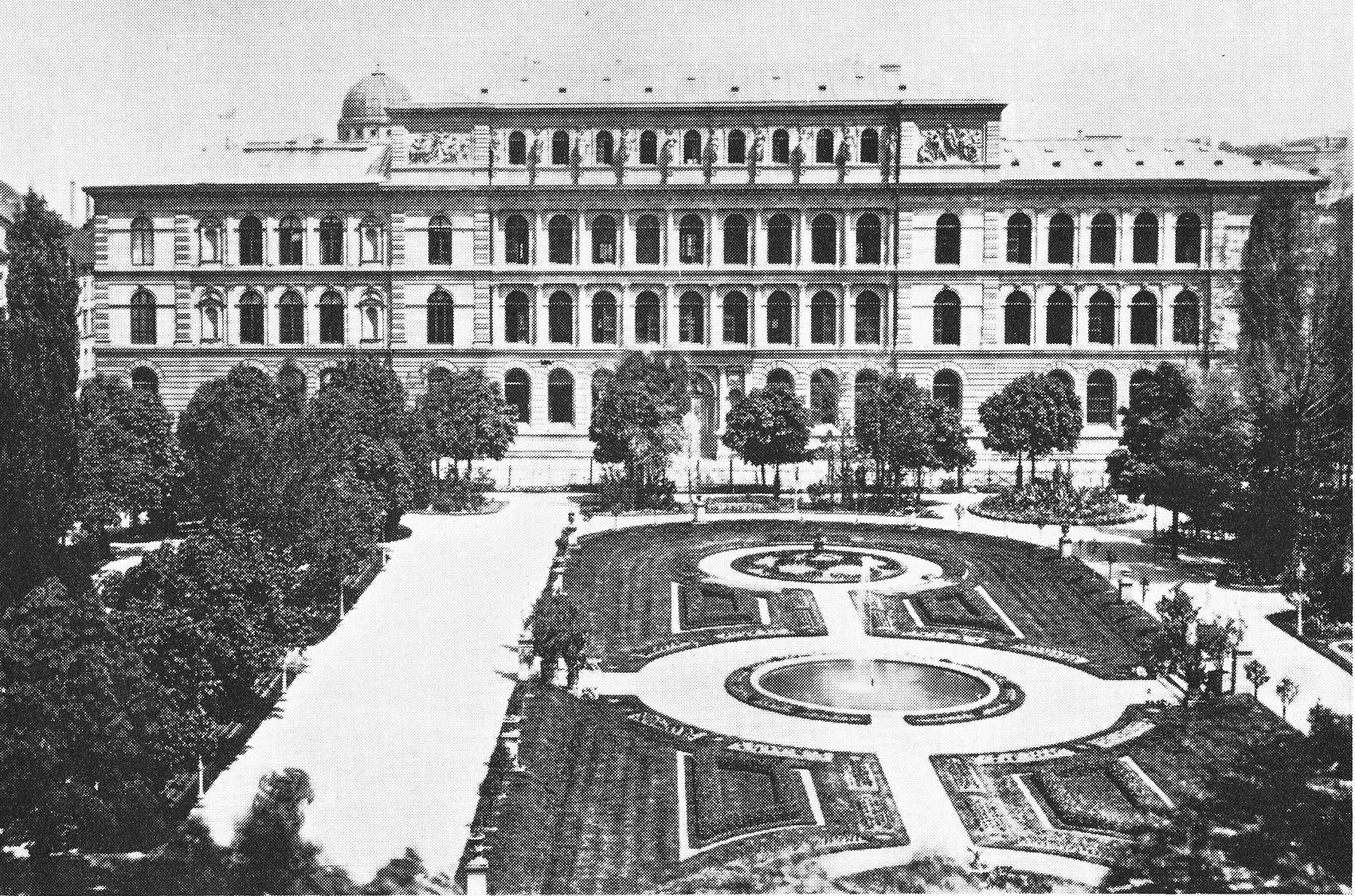
Erweiterungsbau des Stuttgarter Polytechnikums
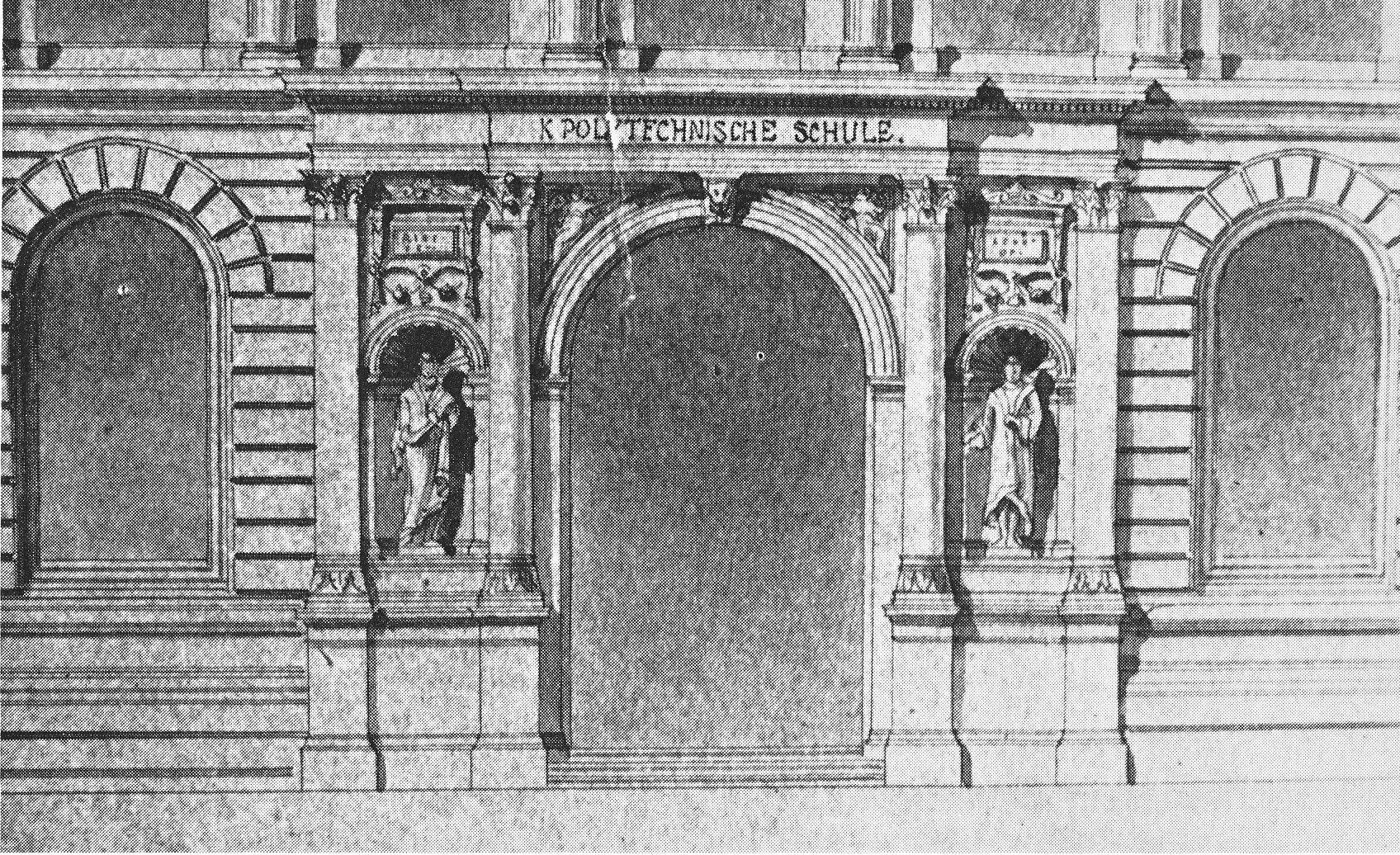
Hauptportal, Zeichnung von Alexander von Tritschler
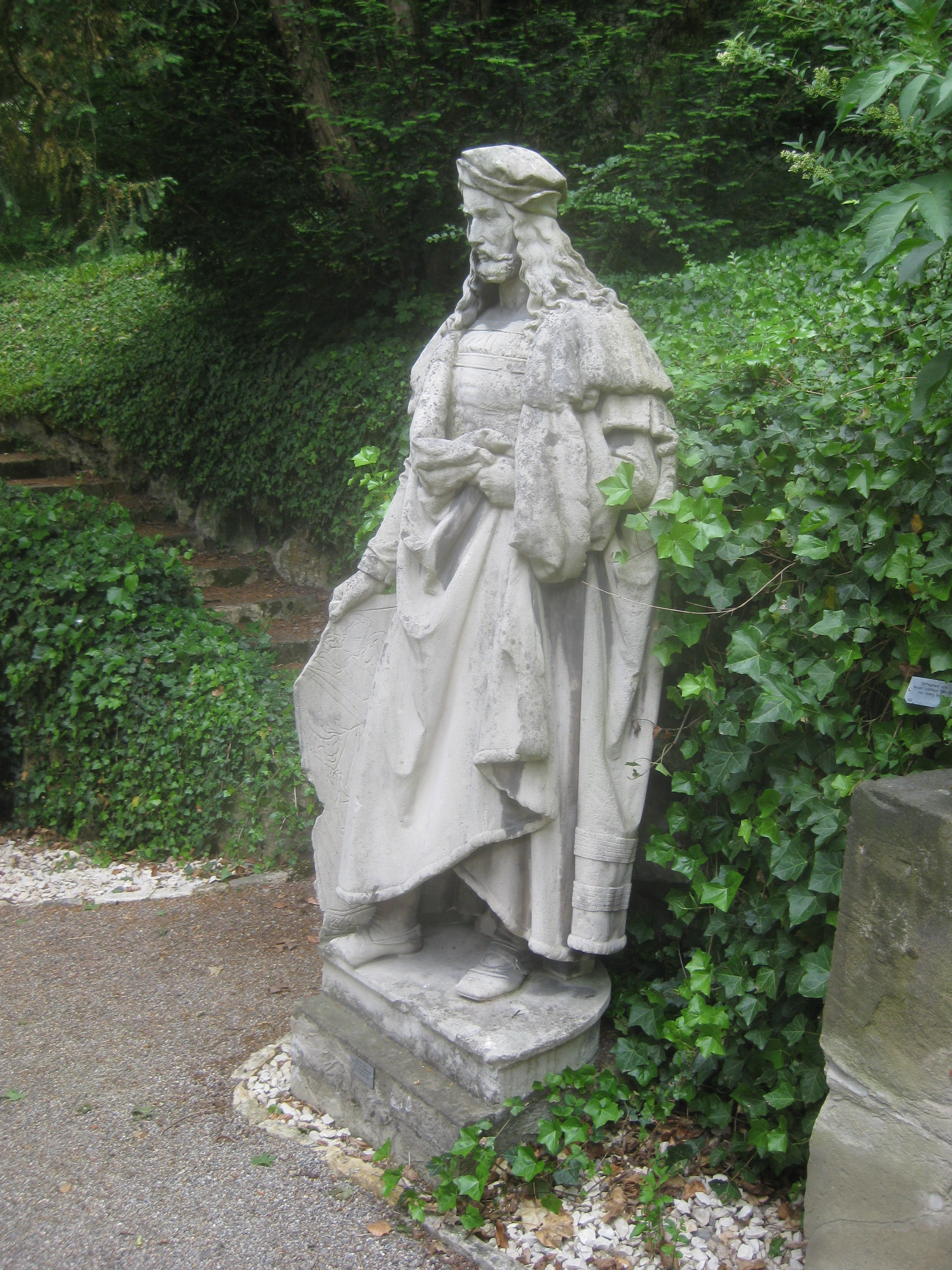
Dürer-Statue von Theodor Scheerer

Sandsteinstatue Johannes Keplers, ca. 2 m hoch. In den beiden Nischen links bzw. rechts vom Hauptportal des Erweiterungsbaus des Stuttgarter Polytechnikums waren zwei Standbilder aufgestellt: das Standbild Johannes Keplers als Vertreter der Wissenschaft von Wilhelm Rösch und das Standbild Albrecht Dürers als Vertreter der Kunst von Theodor Scheerer. Nach der Zerstörung des Gebäudes im Zweiten Weltkrieg (1944) wurde die Kepler-Statue nach Weil der Stadt verbracht (die Dürer-Statue ist heute im Städtischen Lapidarium der Stadt Stuttgart aufgestellt).
Standort: Weil der Stadt, Keplergasse 1 (Zugang von Steinhofgasse).

### Grabmal Robert Schumanns von Donndorf (1878–1879)

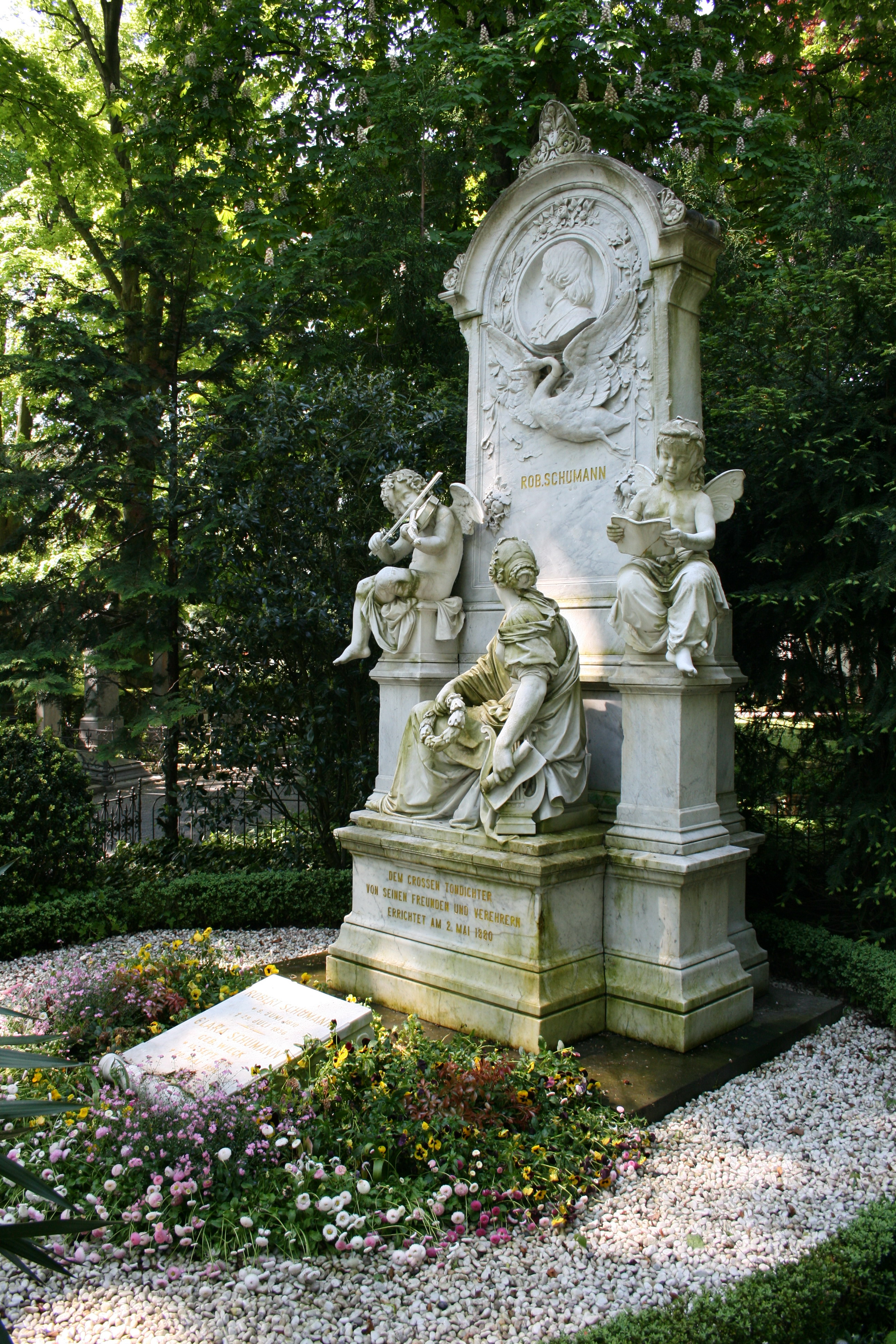

Grabmal Robert Schumanns, Marmor, Ausführung durch Wilhelm Rösch nach dem Modell seines Lehrers Adolf von Donndorf, Beschreibung: siehe Alter Friedhof Bonn, Das Schumann-Grab.
Standort: Bonn, Alter Friedhof.

### Mörike-Denkmal (1878–1880)

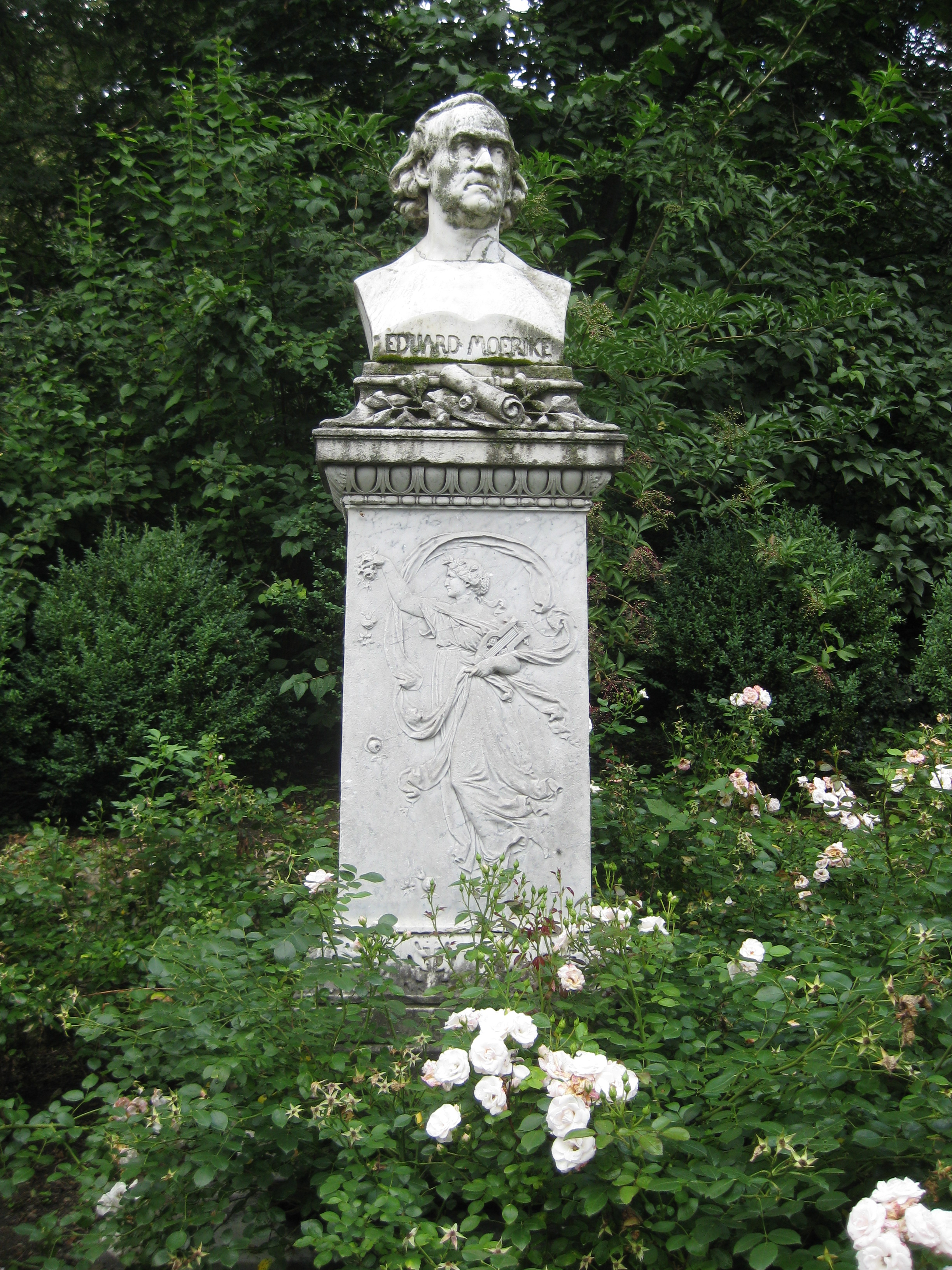
Mörike-Denkmal
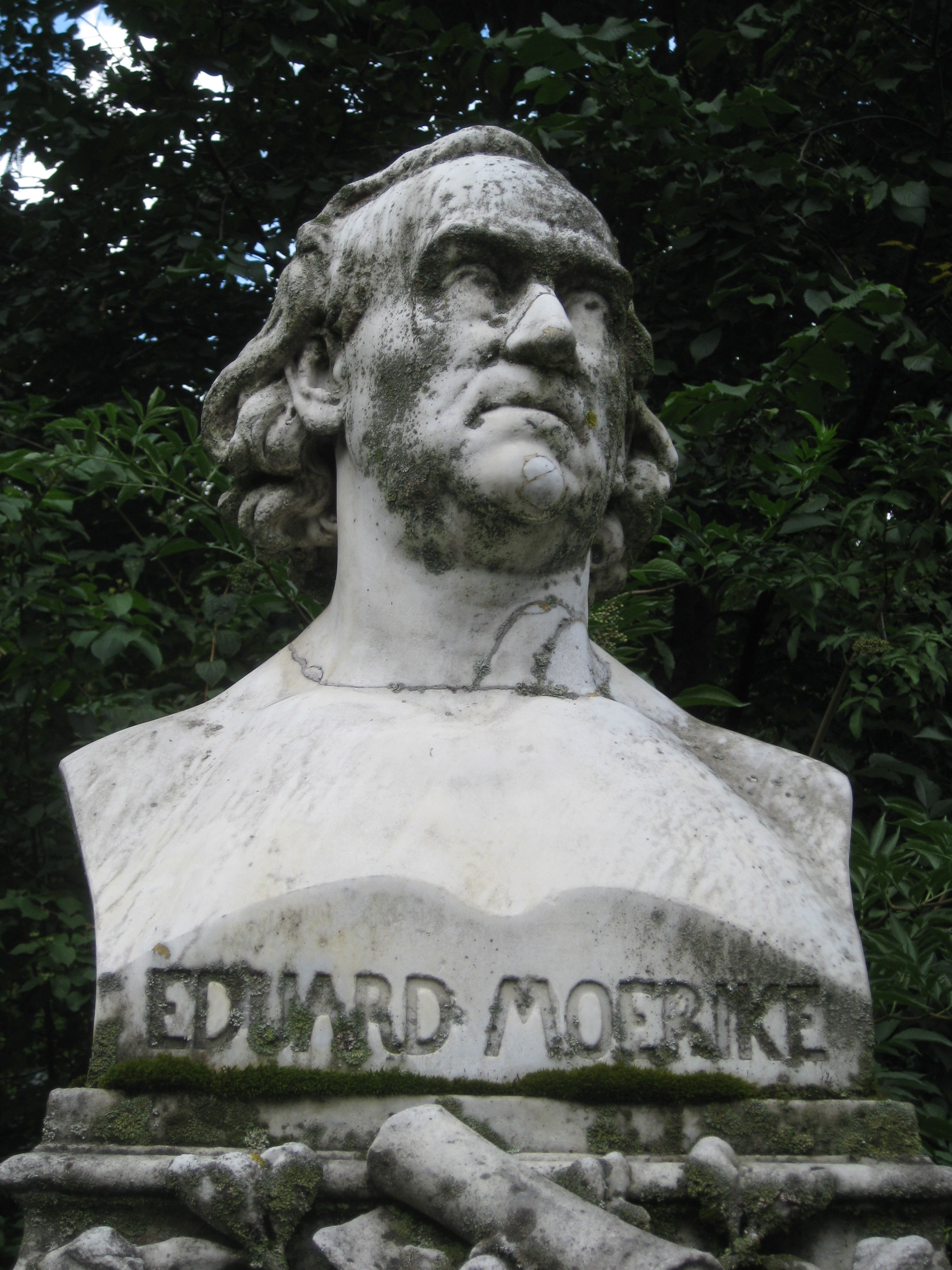
Mörike-Denkmal, Büste
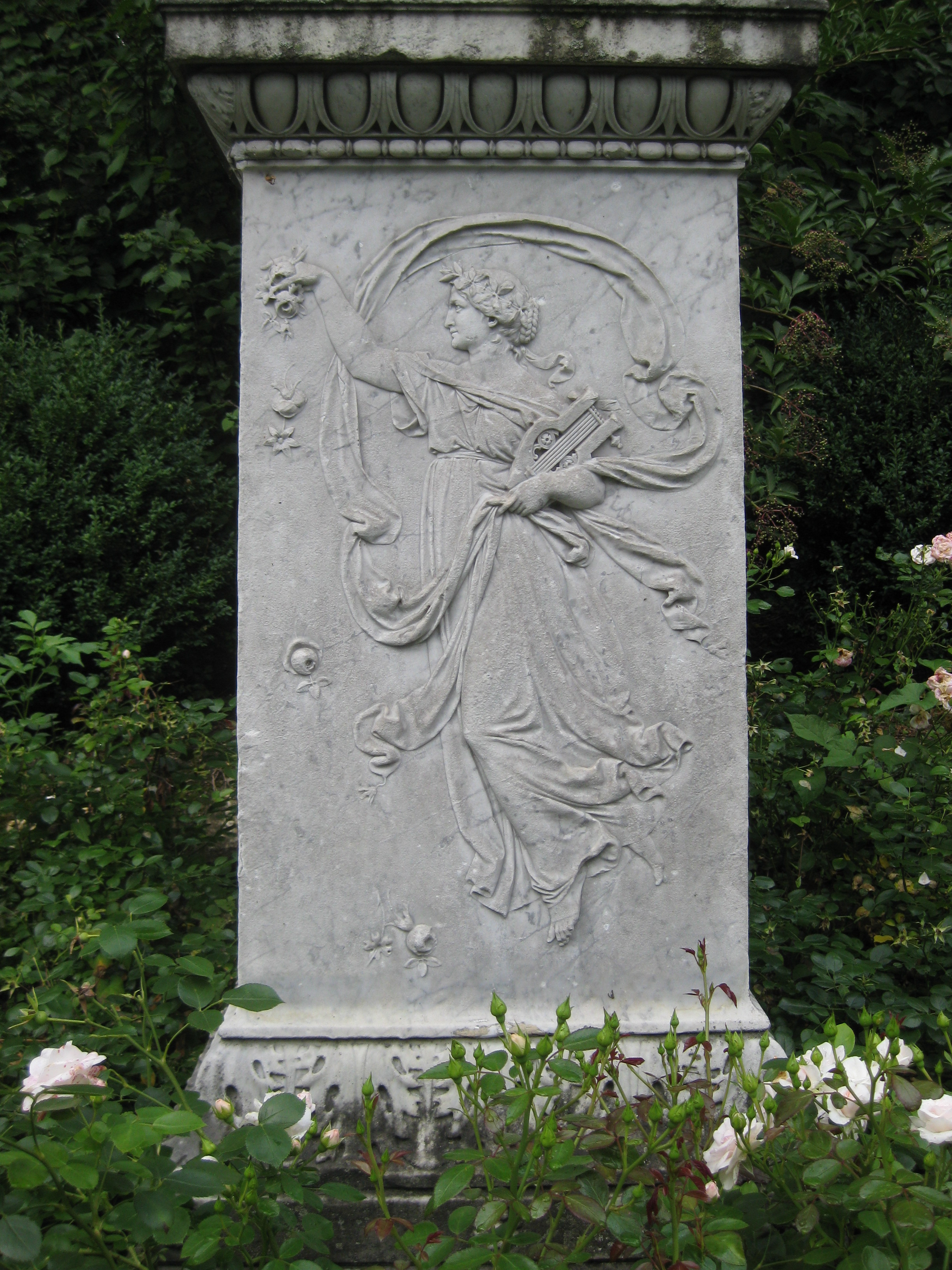
Mörike-Denkmal, Relief
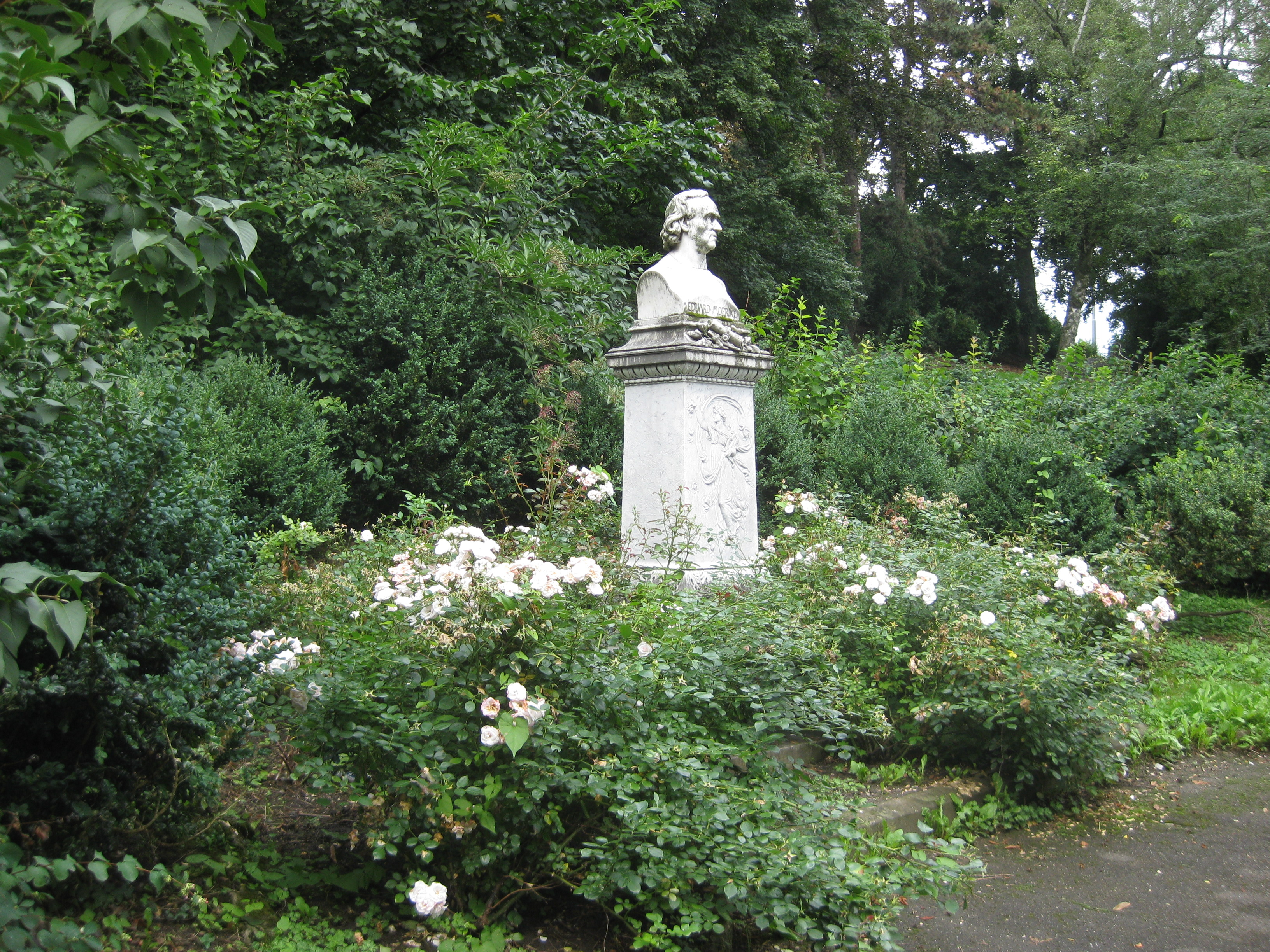
Mörike-Denkmal mit Silberburganlage

Denkmal für Eduard Mörike, Carrara-Marmor. Büste und Relief von Wilhelm Rösch nach einem Entwurf Mörikes, Postament nach dem Entwurf des Architekten Recke. Überlebensgroße Porträtbüste Eduard Mörikes über einer auf Blumen gebetteten Schriftrolle. Postamentrelief mit Euterpe, der Muse der Lyrik, mit der rechten Hand Blumen streuend, mit der linken Hand die Kithara haltend.
Standort: Stuttgart, Silberburganlage, gegenüber Silberburgstraße 193, Koordinaten: 48° 46′ 8,16″ N, 9° 10′ 11,42″ O, Gipsmodell der Büste: Marbach, Deutsches Literaturarchiv.

### Georg der Bärtige (1879)

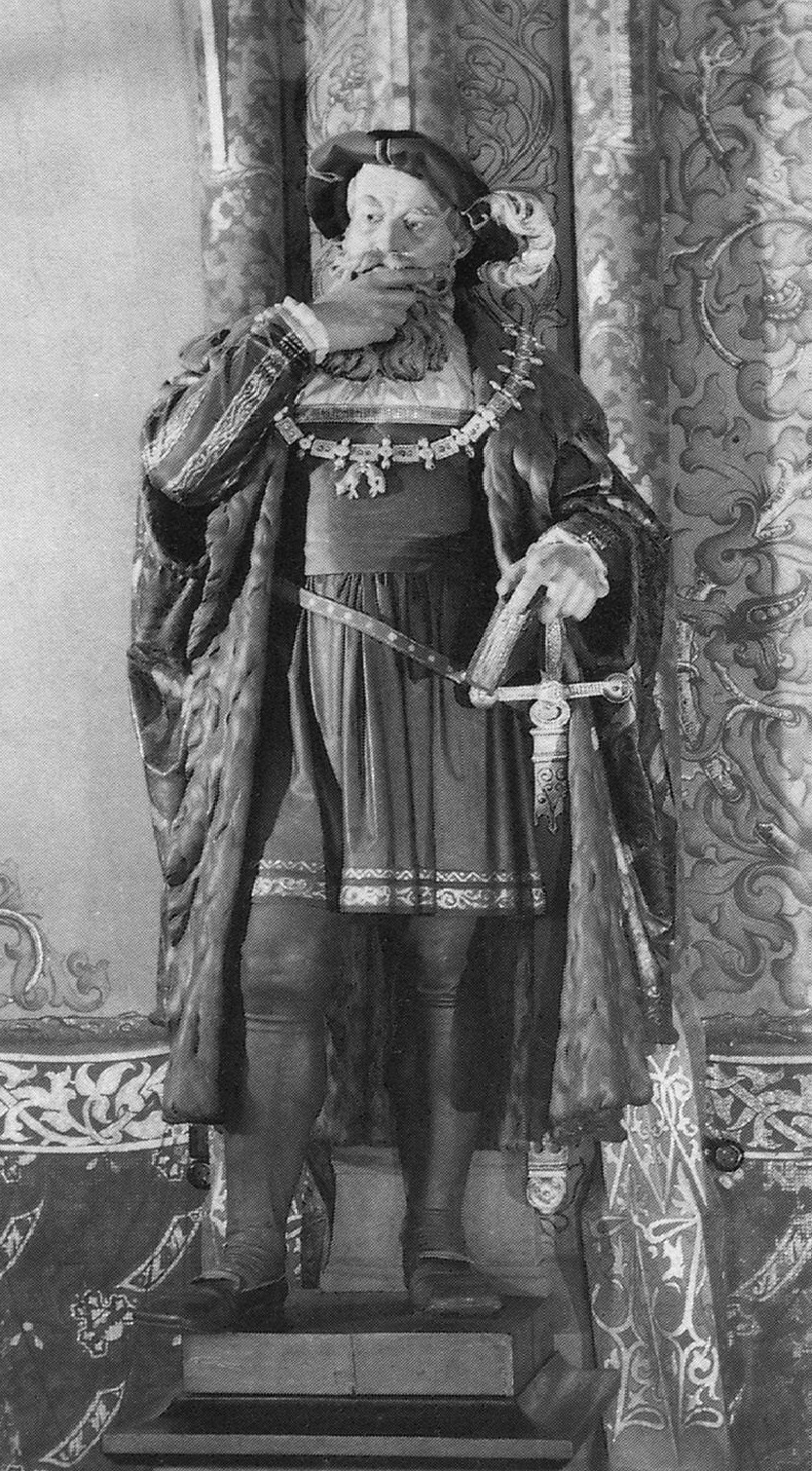

Standbild von Herzog Georg dem Bärtigen von Sachsen, Lindenholz, überlebensgroß. Nach dem verschollenen, halb so großen Gipsmodell Wilhelm Röschs (zwischen 1874 und 1879) von dem Holzschnitzer Franz Schneider ausgeführte Figur.
Standort: Albrechtsburg Meißen, Große Hofstube; Gipsmodell: Verbleib unbekannt
In Annaberg/Erzgebirge wurde 1897 nach einem Entwurf von Wilhelm Rösch ein Denkmal Georg des Bärtigen (Stadtgründer von Annaberg) von F. Völker aus Dresden in Sandstein nach dem Holzmodell ausgeführt und im Rondell der Zick-Zack-Promenade aufgestellt (Finanzierung durch die Harmonische Gesellschaft der Fünfzehner). In den 60er Jahren wurde das stark verwitterte Monument von Vandalen zerschlagen und die Teile an einen unbekannten Ort abtransportiert.

### Hauff-Denkmal (1882)

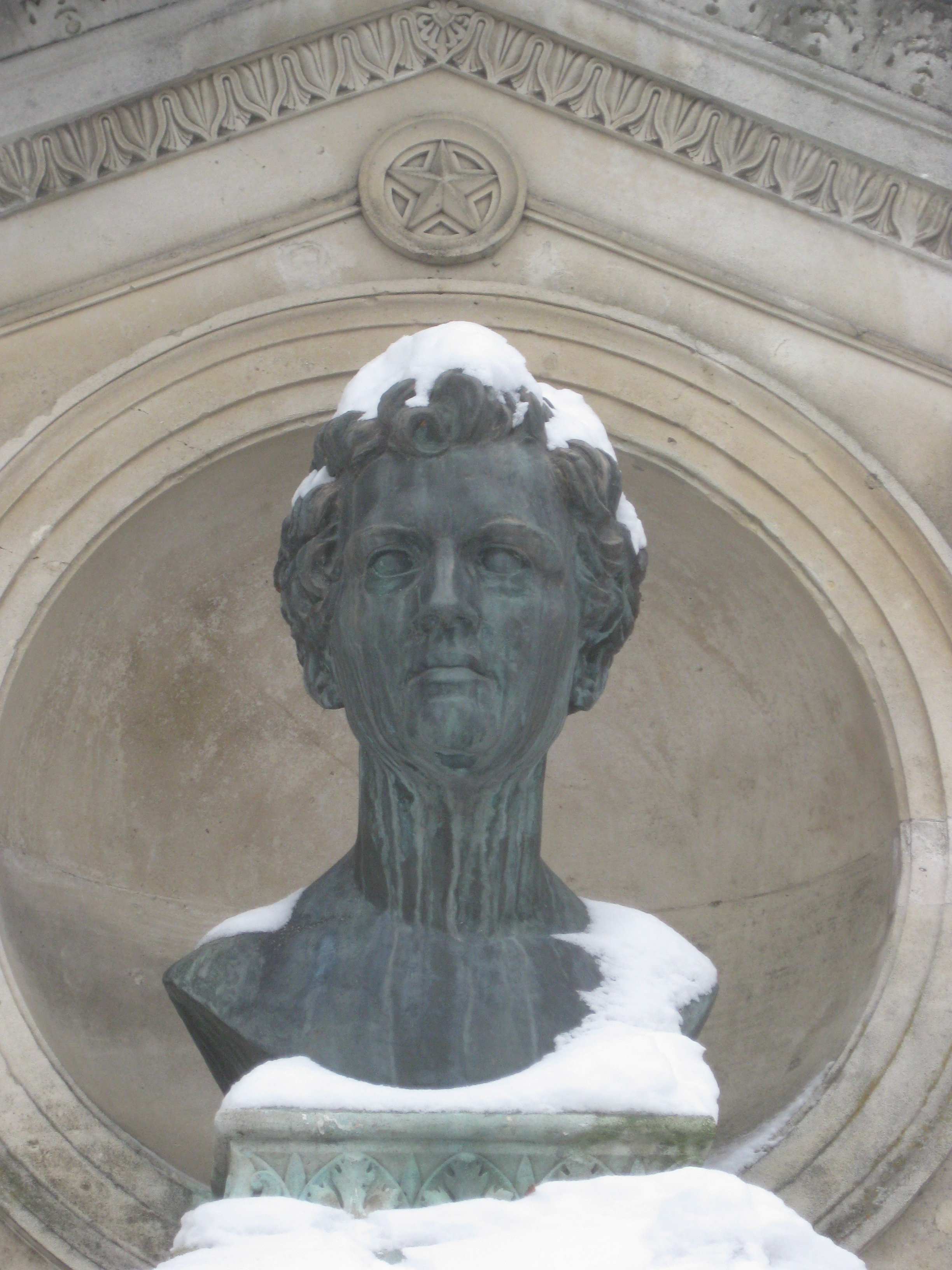
Büste Wilhelm Hauffs
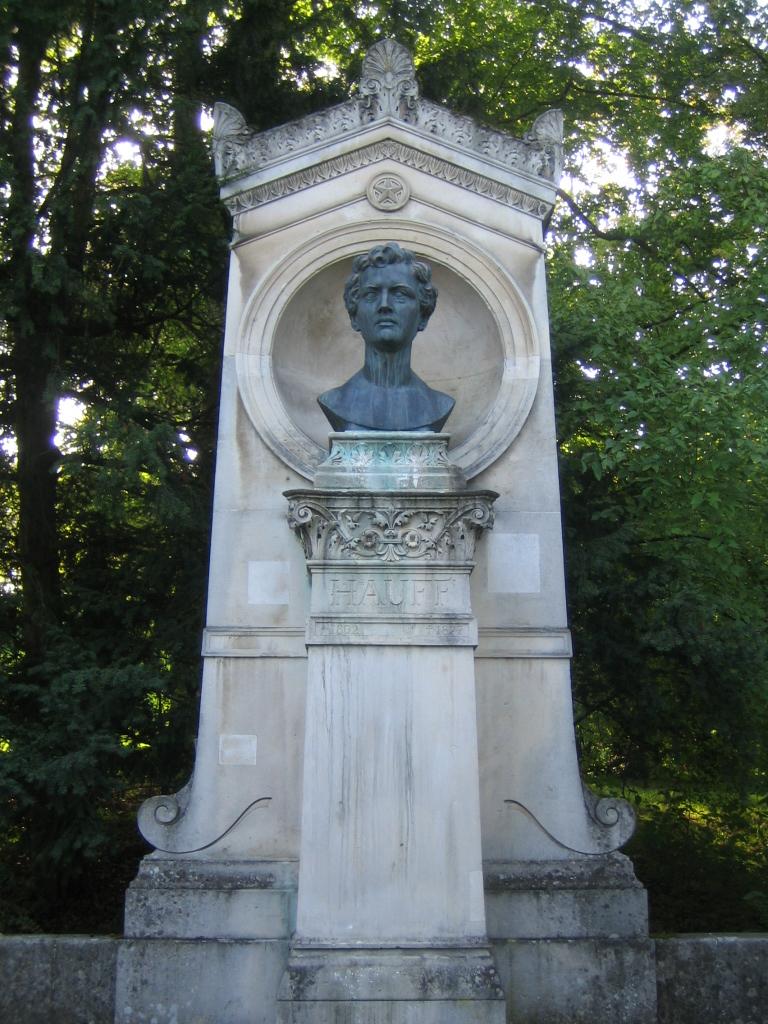
Postament mit der Büste Wilhelm Hauffs
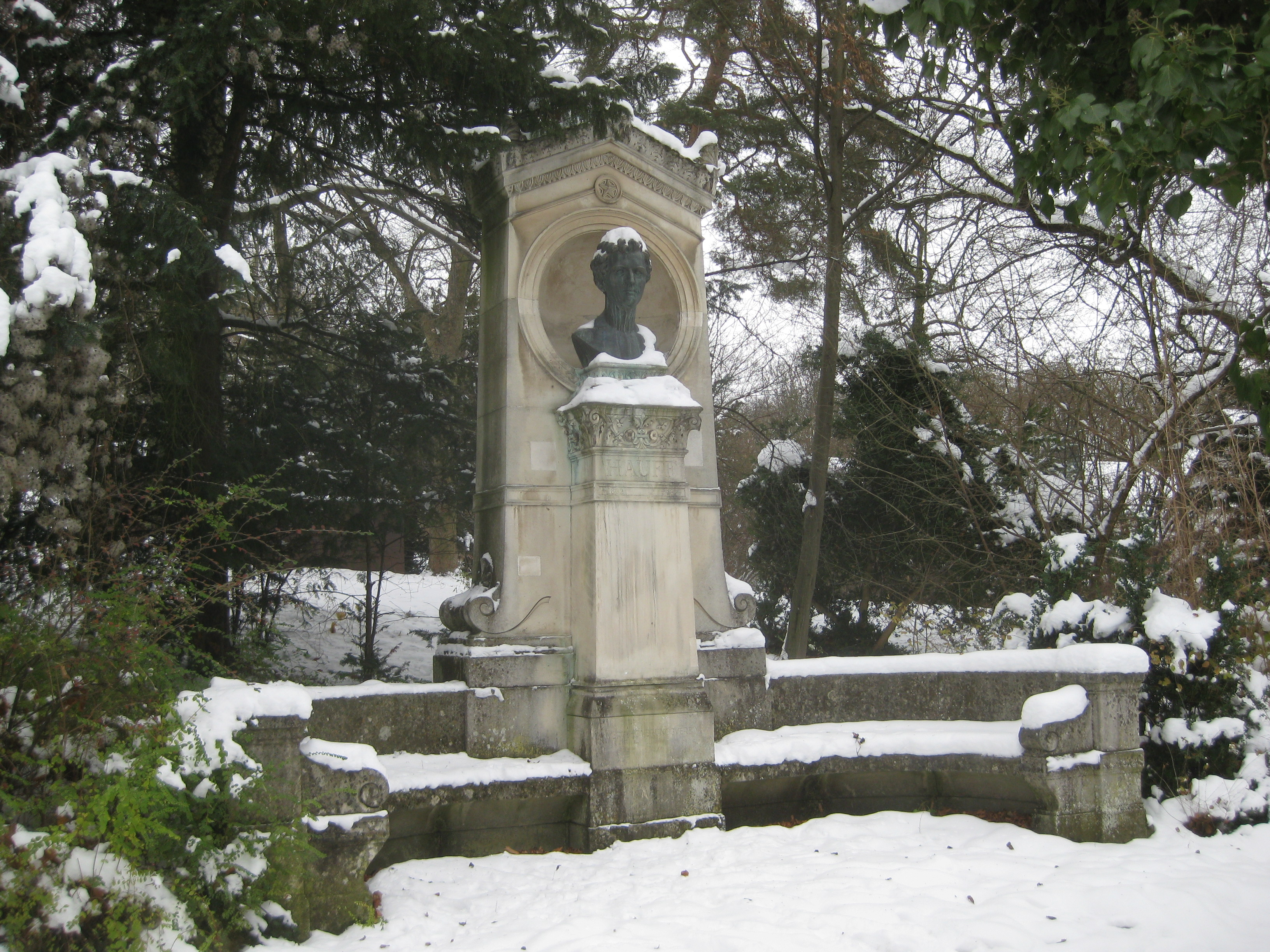
Hauff-Denkmal

Denkmal für Wilhelm Hauff, 5 m hoch, Entwurf des Denkmals von Christian Friedrich von Leins nach den Beiträgen eines Wettbewerbs, an dem auch Rösch teilnahm. Rösch schuf das Gipsmodell der überlebensgroßen Bronzebüste, die von Wilhelm Pelargus gegossen wurde. Rösch führte auch das Sandstein-Postament aus, das in zwei gebogene Flügel mit Ruhebänken ausläuft. 1955: Wiederherstellung der im Zweiten Weltkrieg zur Waffenherstellung eingeschmolzenen Büste durch den Bildhauer Hermann Brellochs.
Standort: Stuttgart, Hasenberganlagen, auf der Höhe von Hasenbergsteige 94, Koordinaten: 48° 45′ 52,41″ N, 9° 8′ 48,11″ O. Gipsmodell der Bronzebüste: Marbach, Deutschen Literaturarchiv.

### Zwickelrelief der Königlichen Landesbibliothek (1885–1888)

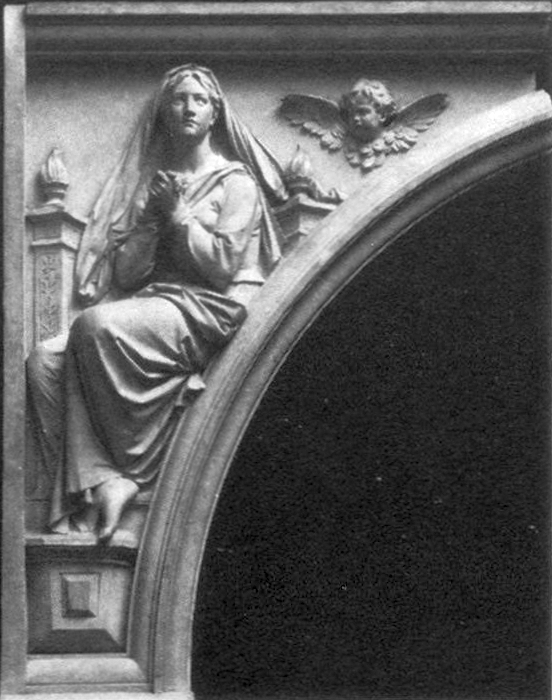
Allegorie der Religion, 1885–1888.

Wilhelm Rösch führte zwischen 1885 und 1888 nach dem Entwurf seines Lehrers Adolf von Donndorf von den 12 Zwickelreliefs der Königlichen Landesbibliothek in Stuttgart das Relief „Religion“ aus.
Standort: Im Zweiten Weltkrieg wurde die Königliche Landesbibliothek bis auf die Umfassungsmauern zerstört. Nach dem Abriss wurde das Gebäude durch einen modernen Bau ersetzt. Über den Verbleib der unzerstörten Zwickelreliefs ist nichts bekannt.

### Knabe in Gefahr („Muckenbüble“) (1883)

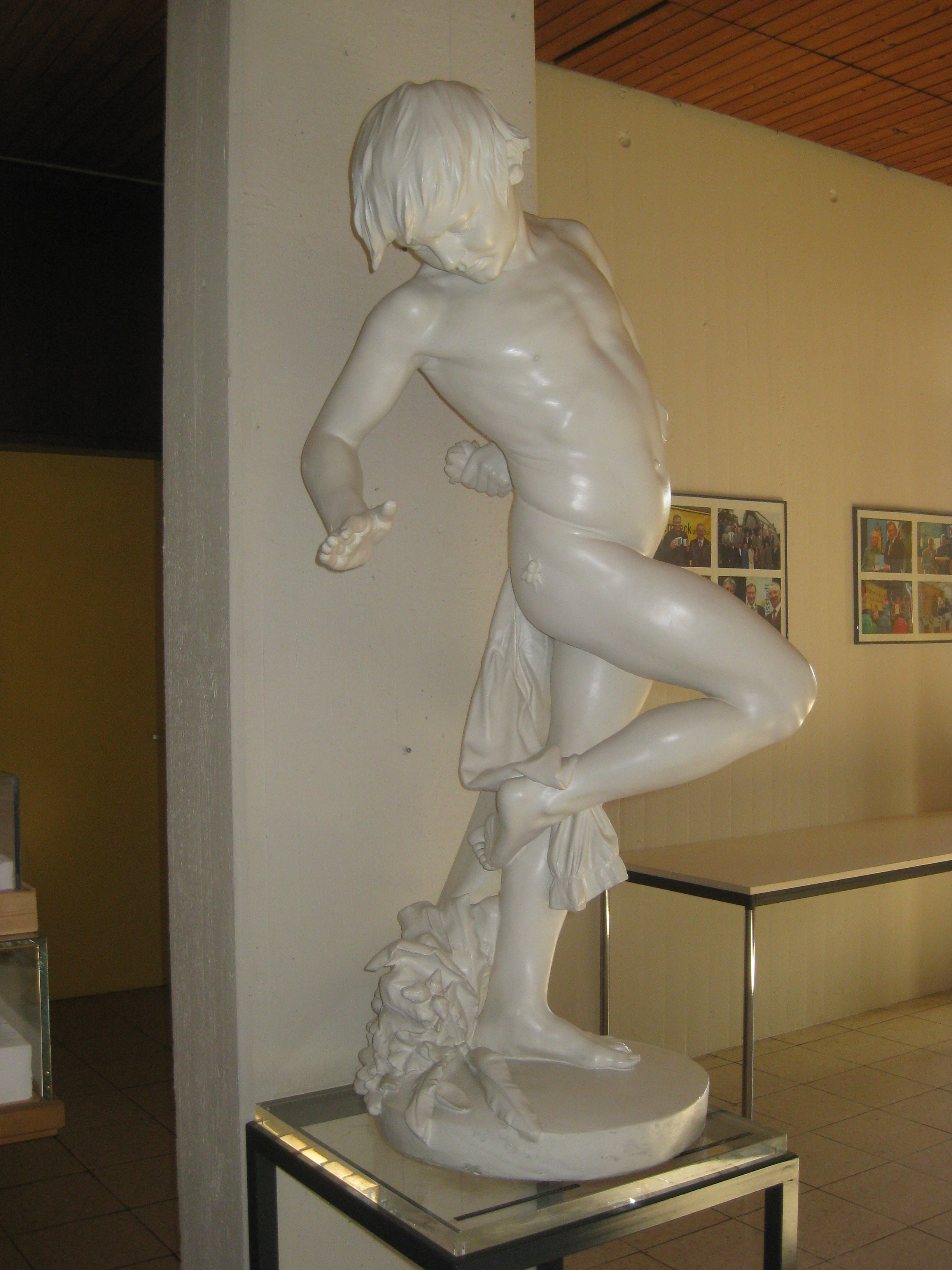
Gipsmodell (2010)
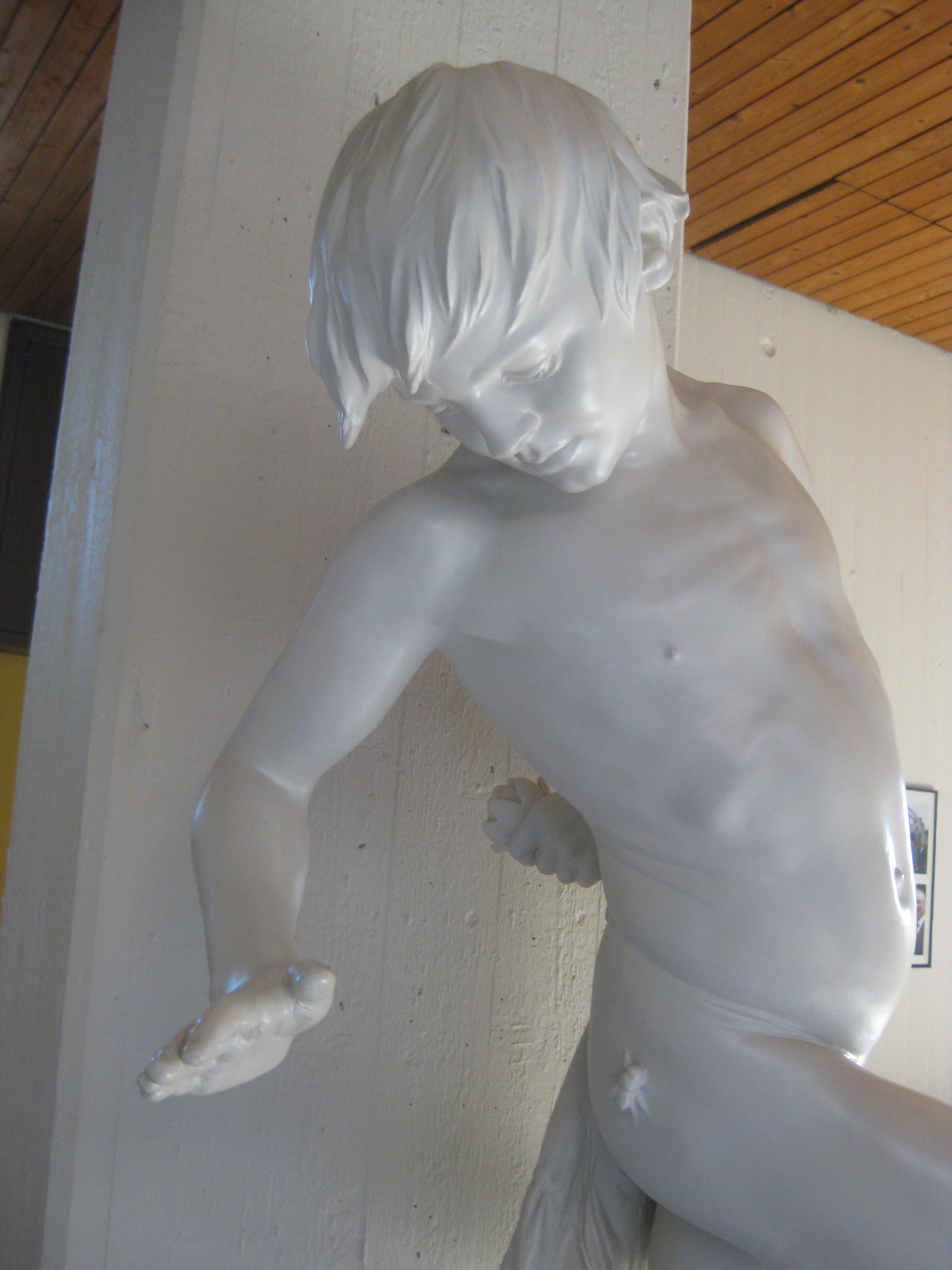
Gipsmodell, Ausschnitt (2010)
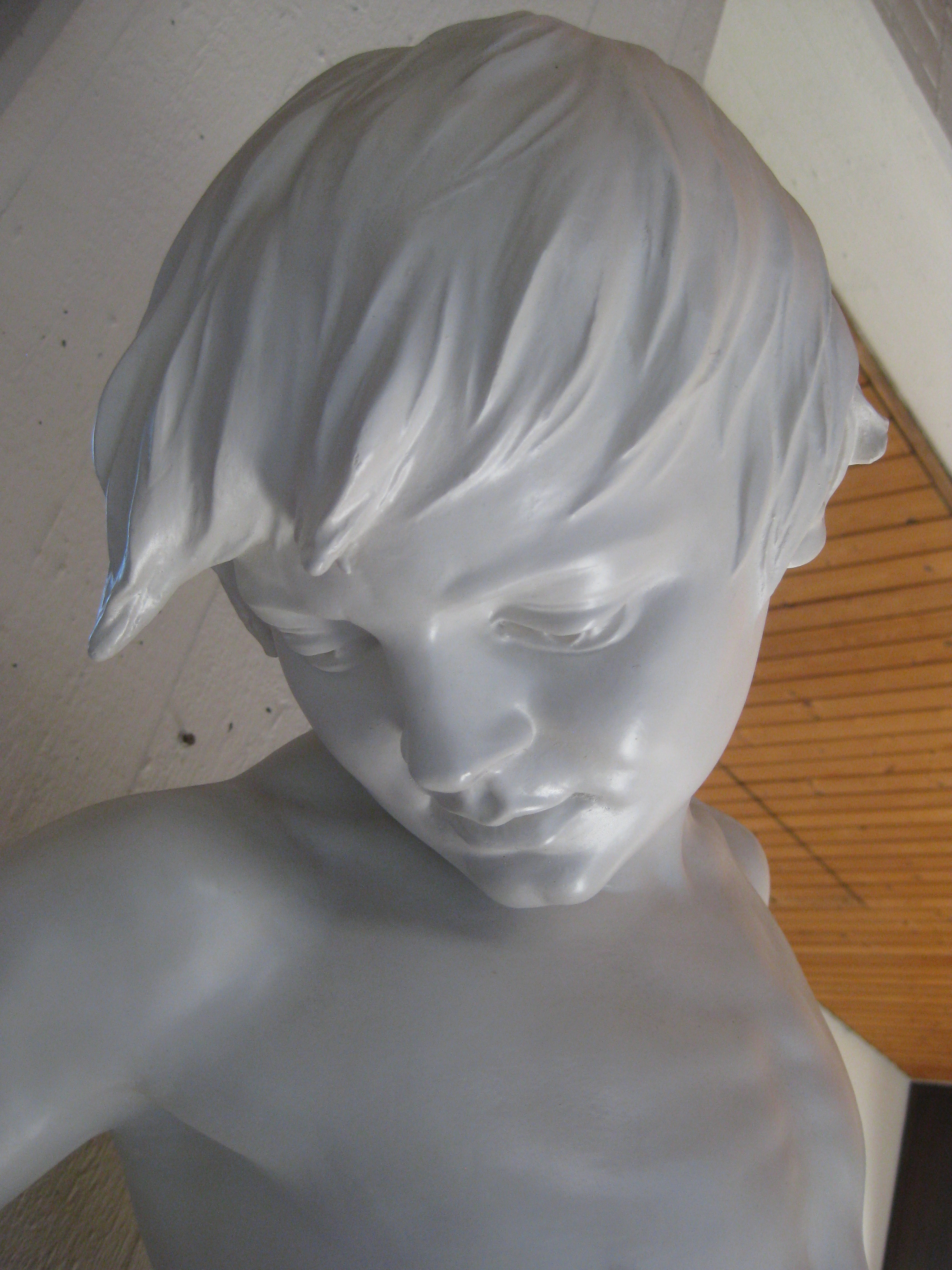
Gipsmodell, Ausschnitt (2010)
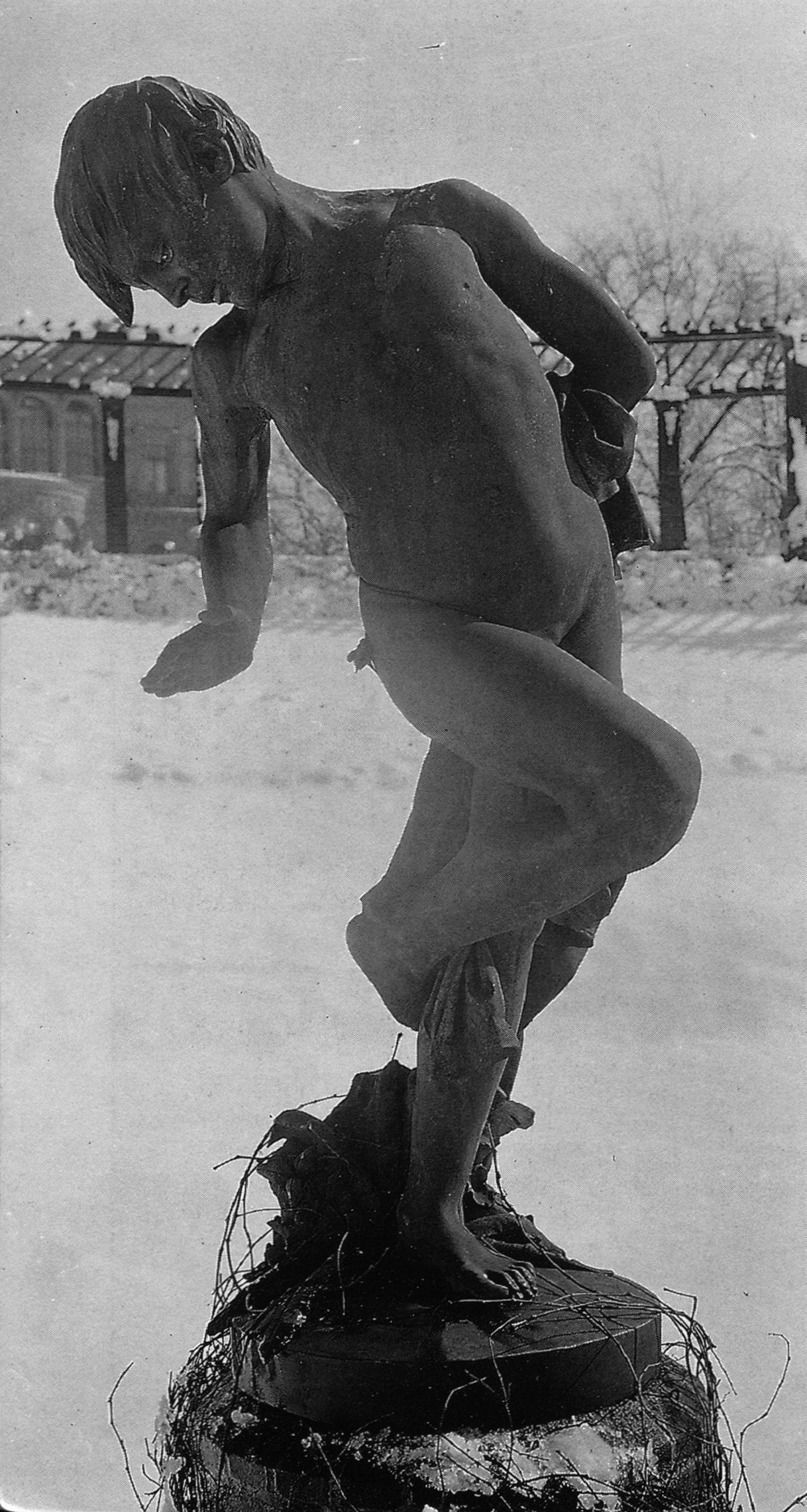
Bronzeabguss 1, ehemals im Park Villa Berg (um 1890)
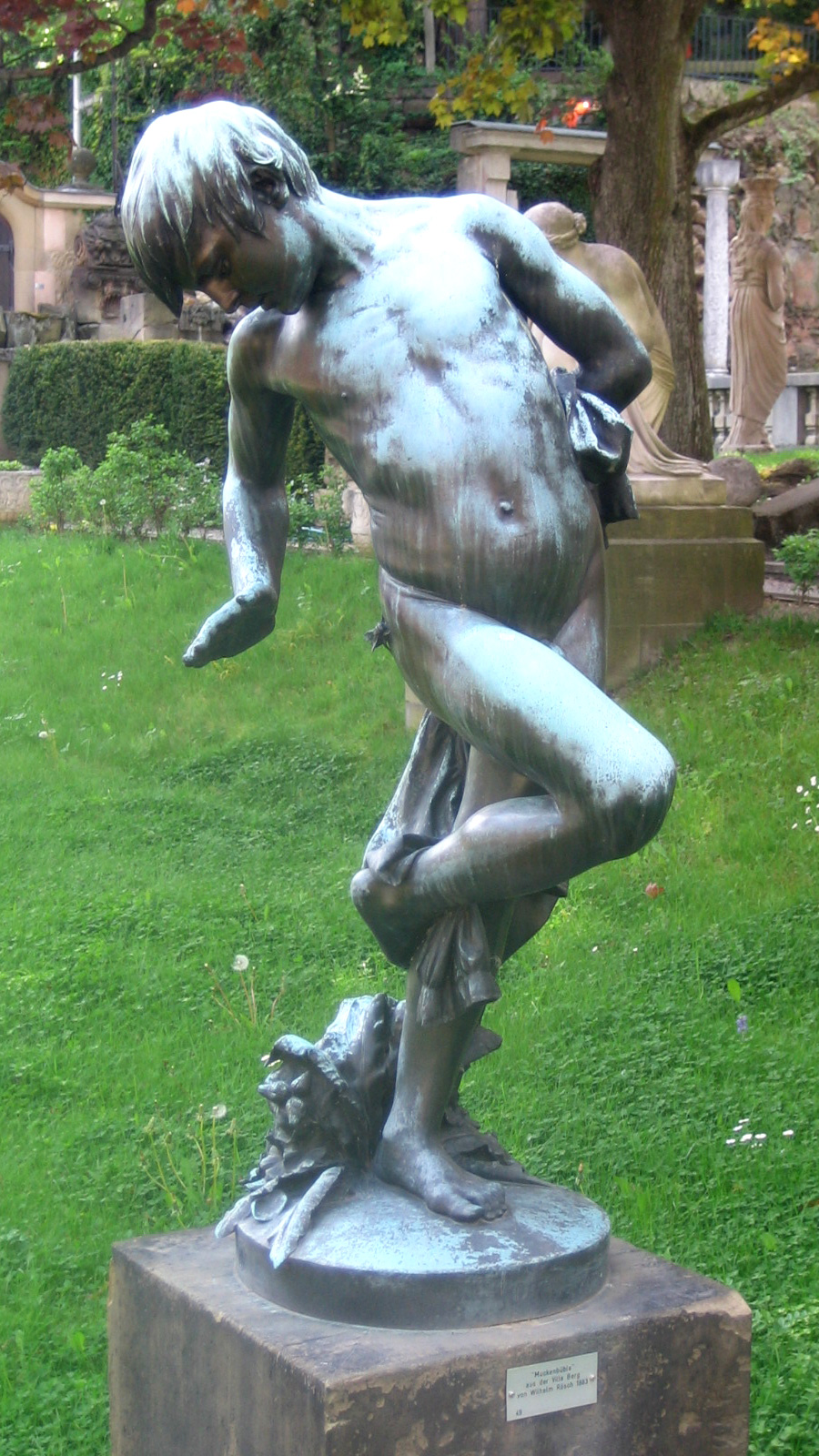
Bronzeabguss 1, heute im Städtischen Lapidarium Stuttgart (2008)
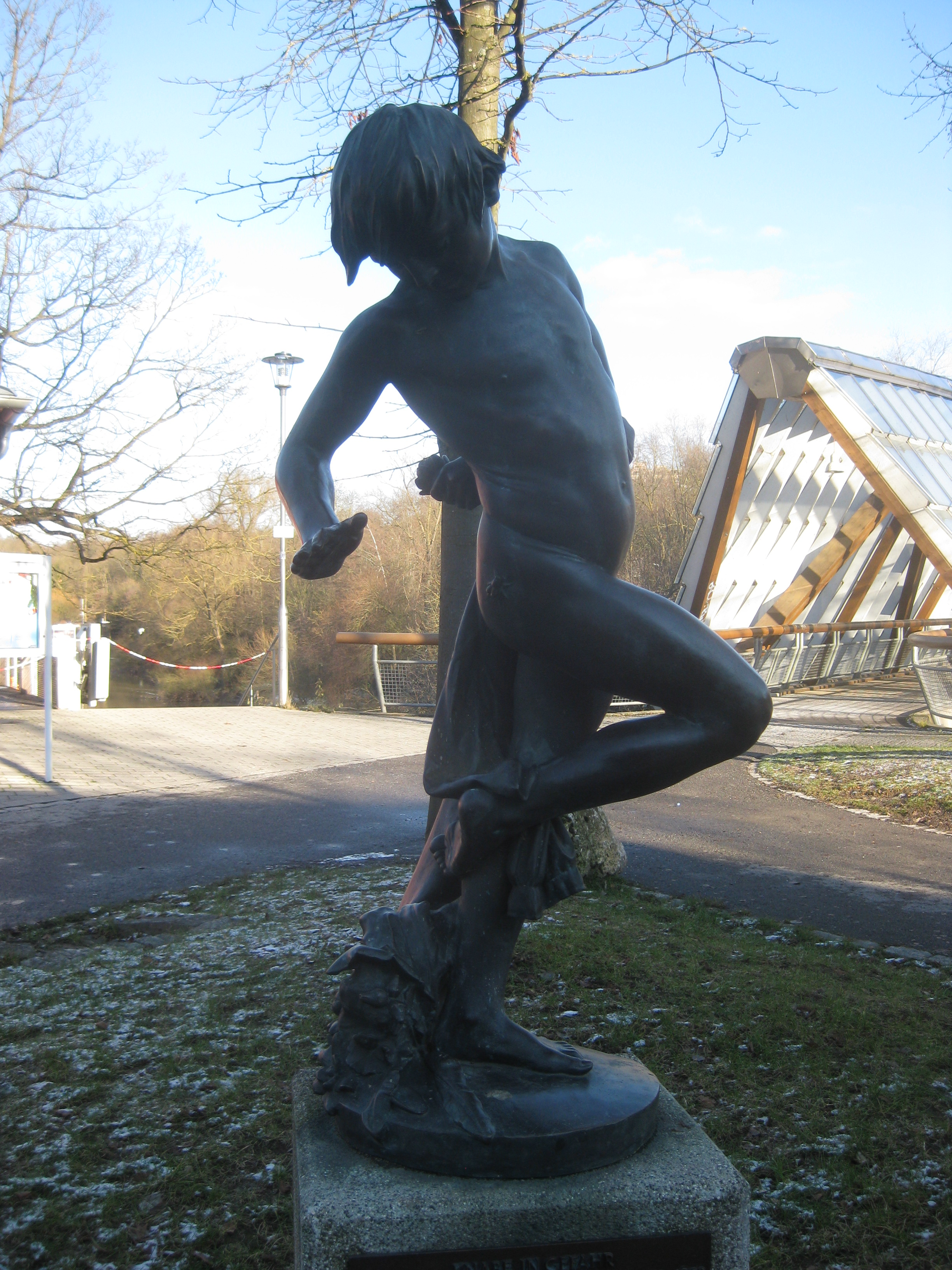
Bronzeabguss 2 (2010)
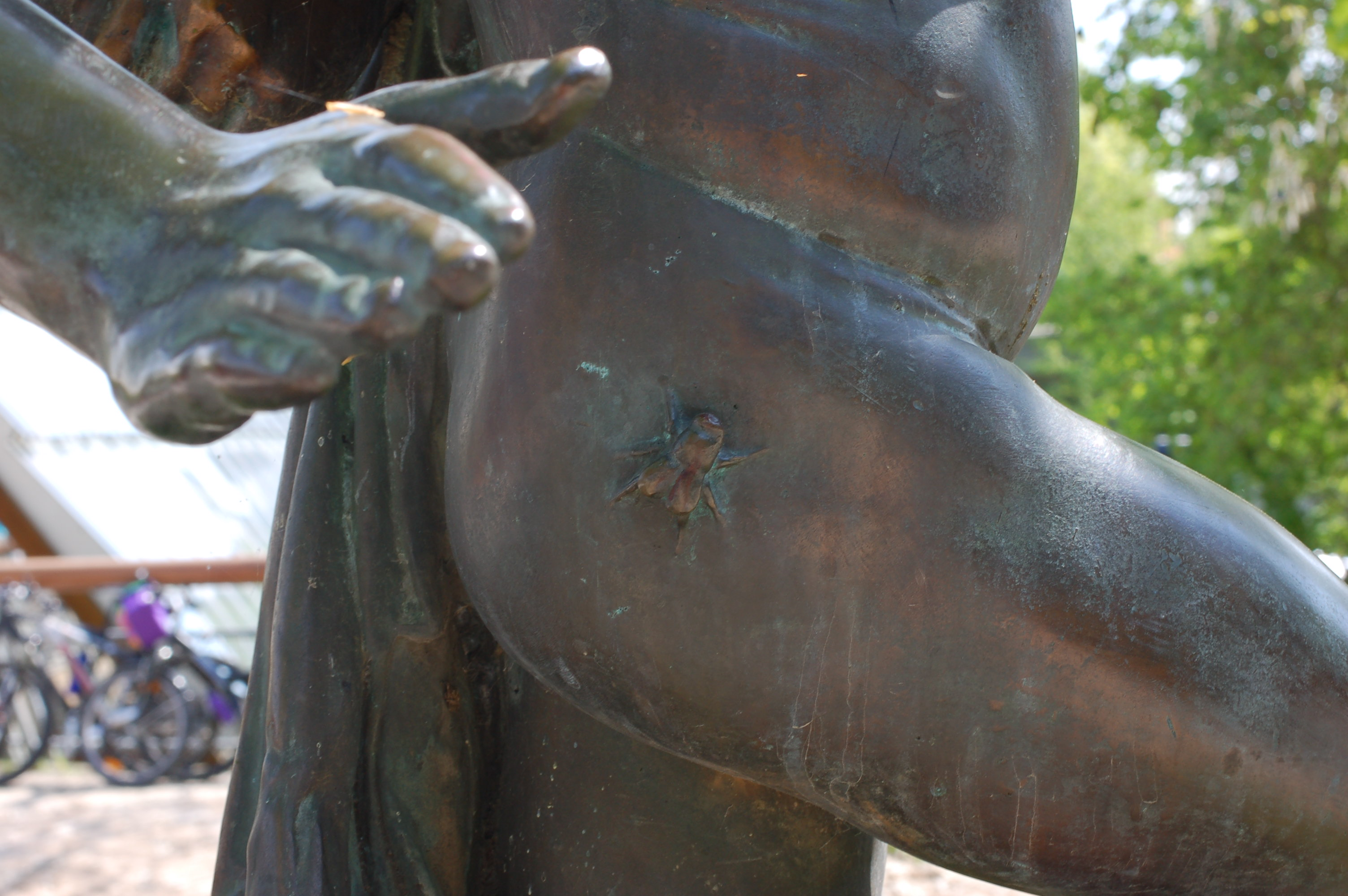
Bronzeabguss 2 (2010), Ausschnitt
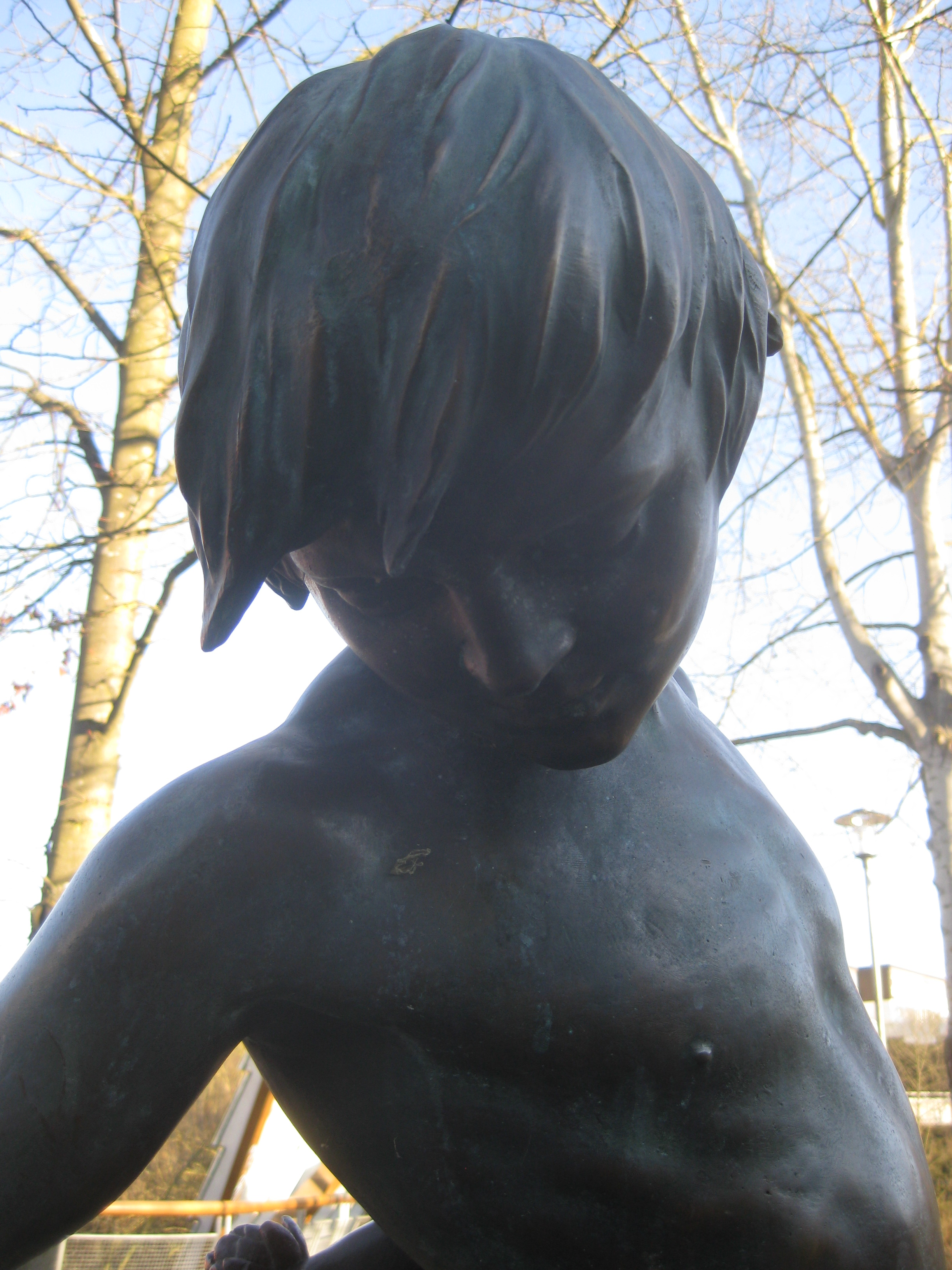
Bronzeabguss 2 (2010), Ausschnitt

Statue „Knabe in Gefahr“, im Volksmund „Muckenbüble“, lebensgroß. Ein nackter Knabe, der wie ein Flamingo auf einem Bein steht und das andere abgeknickt hochzieht, dreht sich in geschraubter Haltung zurück, den linken Arm mit dem Handtuch hinter sich streckend, um das Gleichgewicht zu bewahren, und mit dem rechten weit ausholend, um ein Insekt zu erschlagen, das ihn am Oberschenkel piesackt.
Standort:
- Gipsmodell (1883), bezeichnet: „W. Rösch F[ecit] 1883“:[6] Remseck am Neckar, Rathaus, Fellbacher Straße 2, 2. Obergeschoss.
- Marmorstatue (1886): ehemals Stuttgart, Staatsgalerie, im Zweiten Weltkrieg zerstört.
- Abgüsse:

1. Bronzeabguss 1 (1886), Stuttgart, Städtisches Lapidarium, Mörikestraße 24.
2. Bronzeabguss 2 (1993),[7] Remseck am Neckar, rechts vom Eingang des Rathauses, Koordinaten: 48° 52′ 23,12″ N, 9° 16′ 25,97″ O
3. Bronzeabguss 3, Heringsdorf, vor dem Aurelia Hotel St. Hubertus, Grenzstraße 1.
4. Bronzeabguss 4, Stuttgart, Dresdner Bank, Königin-Olga-Bau, Königstraße 9.[8]

### Haidlen-Denkmal (1885)

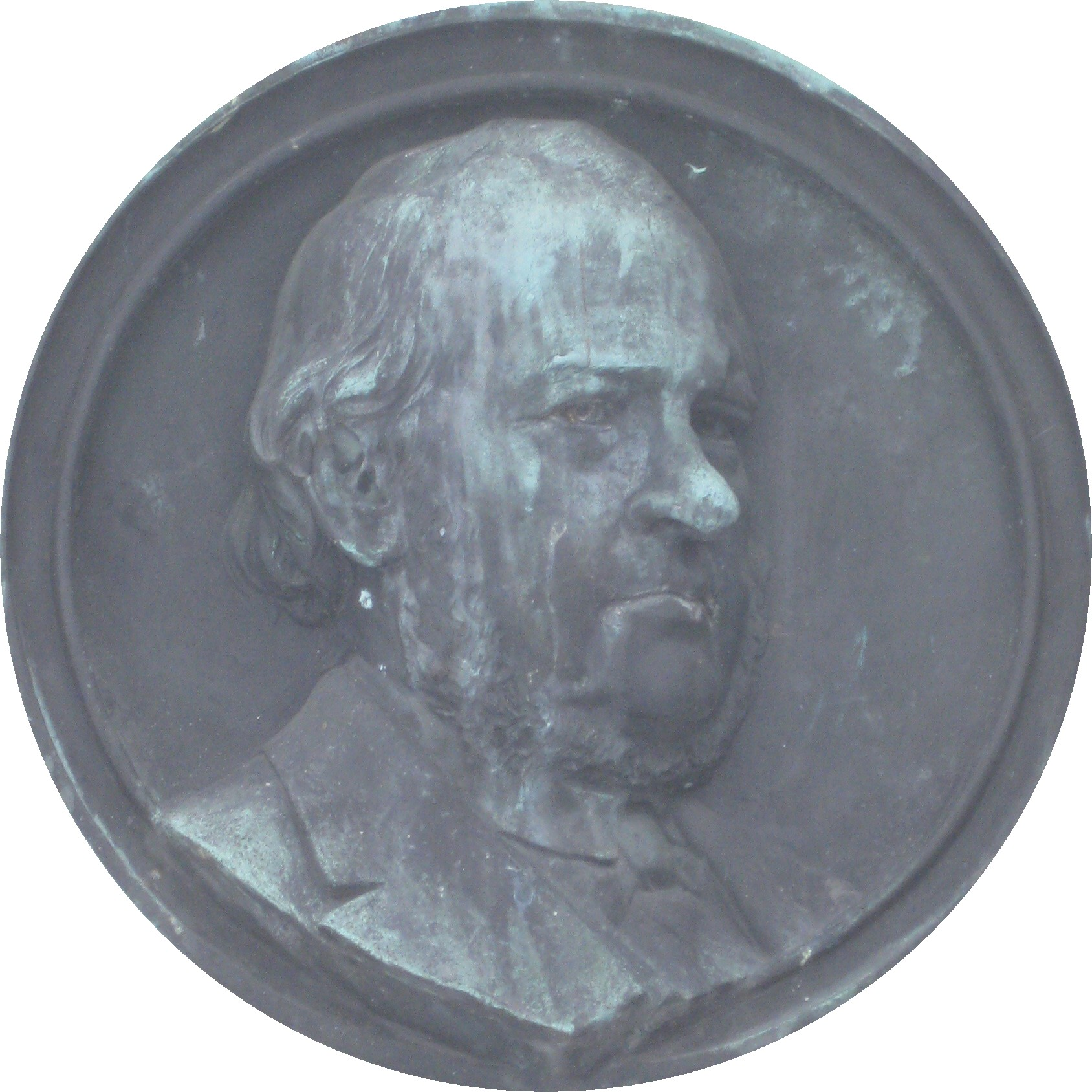
Brustbildrelief von Julius Haidlen
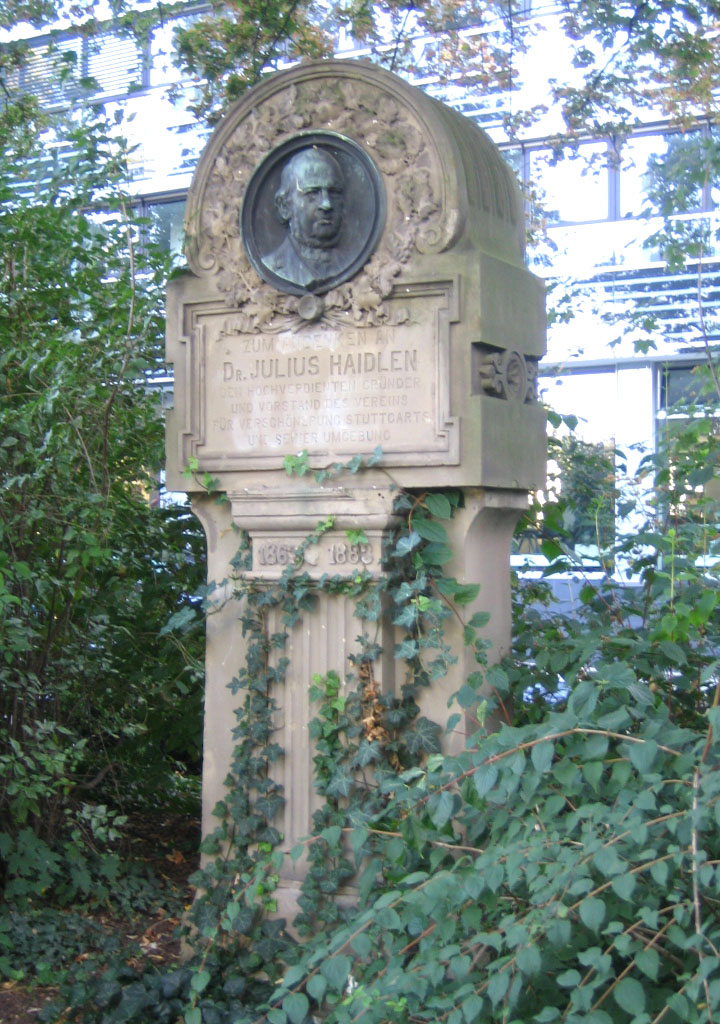
Haidlen-Denkmal

Denkmal für Julius Haidlen (1818–1883), den Gründer und langjährigen Vorsitzenden des Verschönerungsvereins Stuttgart. Entwurf des Gedenksteins von Christian Friedrich von Leins. Rundmedaillon mit Haidlens bronzenem Brustbildrelief von Rösch, gegossen von Hugo Pelargus.
Standort: Stuttgart, Seidenanlage, gegenüber Silcherstraße 5–7, Koordinaten: 48° 46′ 42,11″ N, 9° 9′ 59,86″ O.

### Wildermuth-Denkmal (1887)

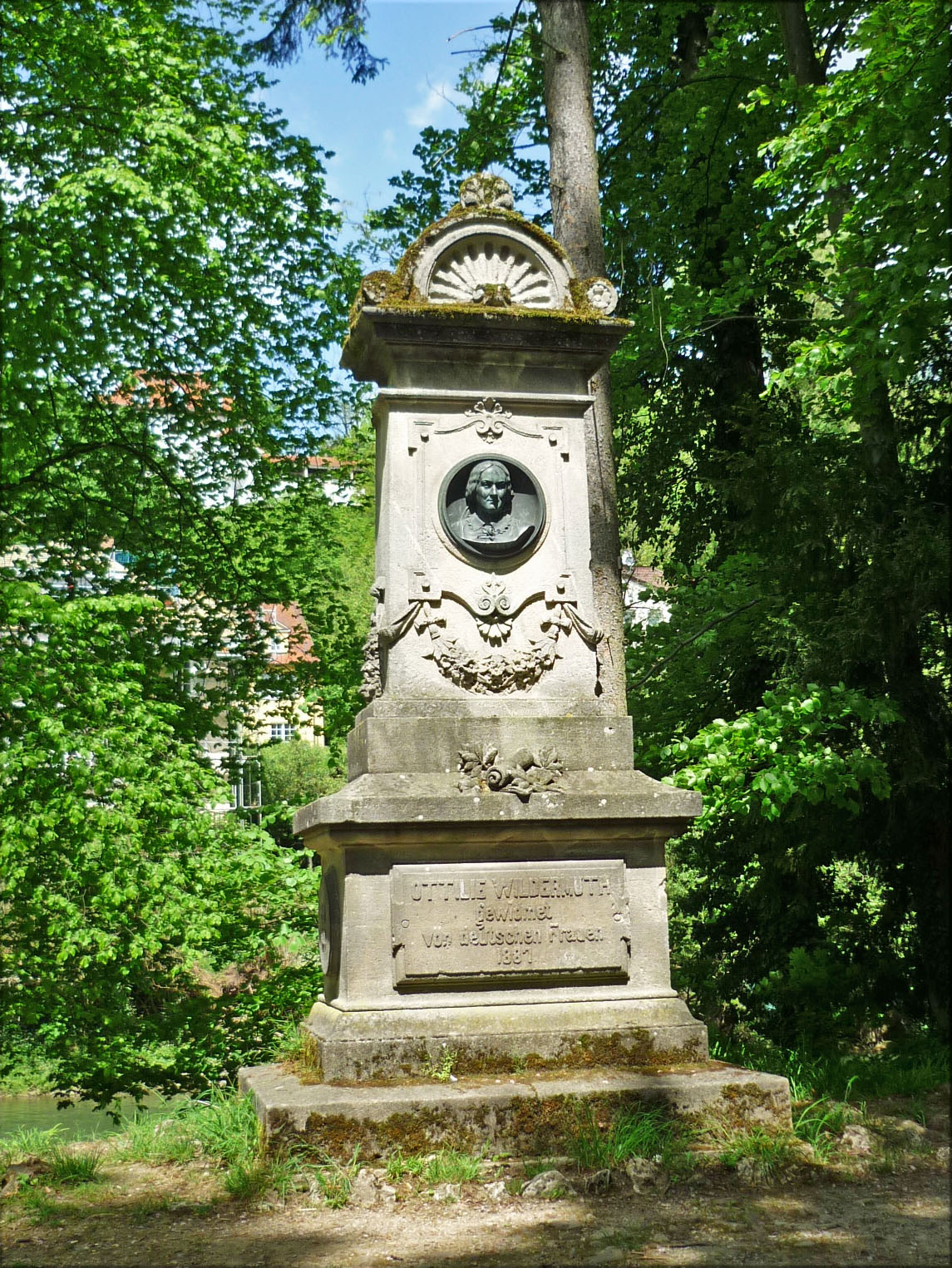

Denkmal für Ottilie Wildermuth, Sandstein, Rundmedaillon mit einem bronzenen Brustbildrelief Wildermuths von Rösch
Standort: Tübingen, Platanenallee, am Fuß der Alleeenbrücke, Koordinaten: 48° 31′ 2,37″ N, 9° 2′ 55,88″ O.

### Allegorien der Bildenden Kunst (1889)

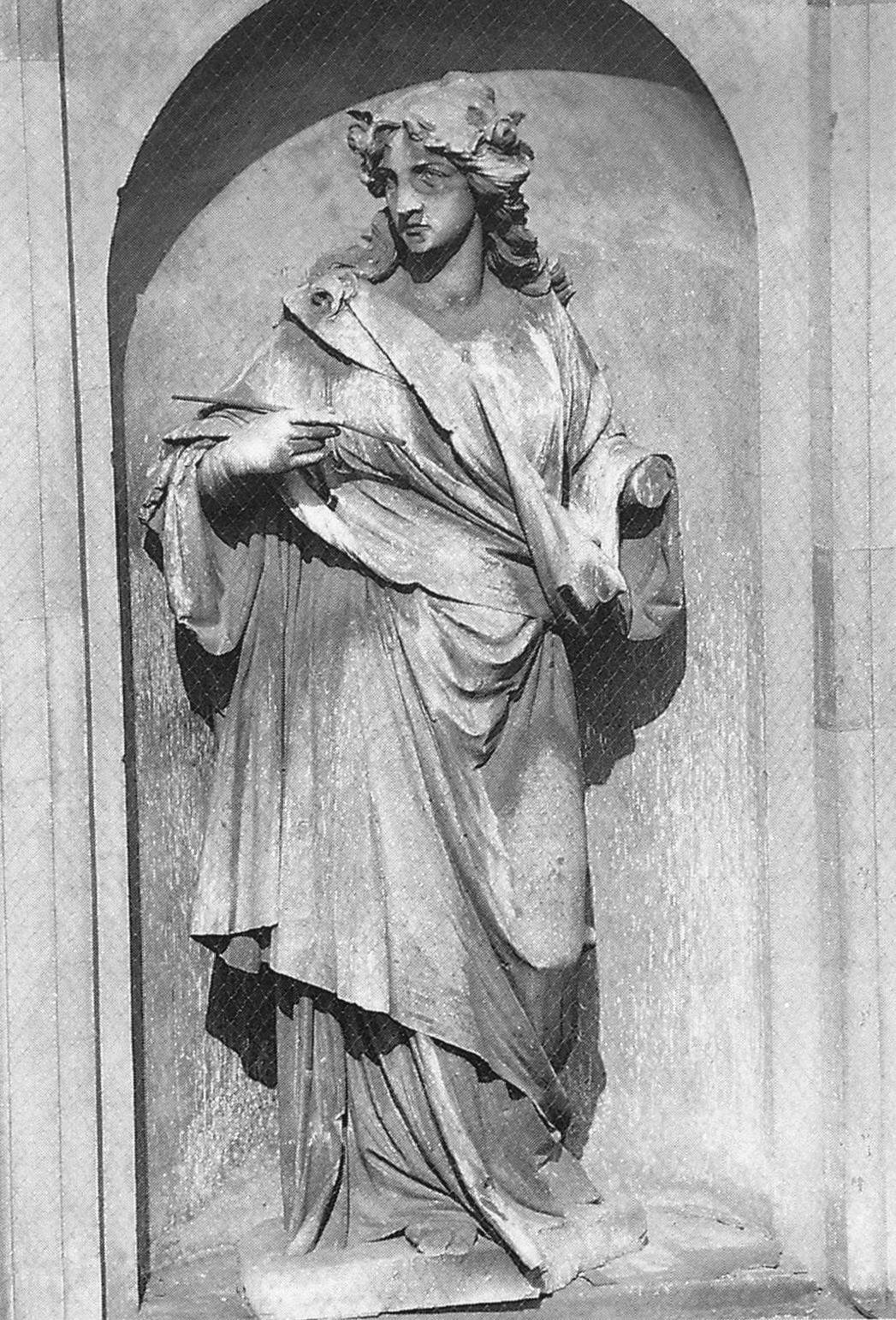
Allegorie der Malerei (1991)
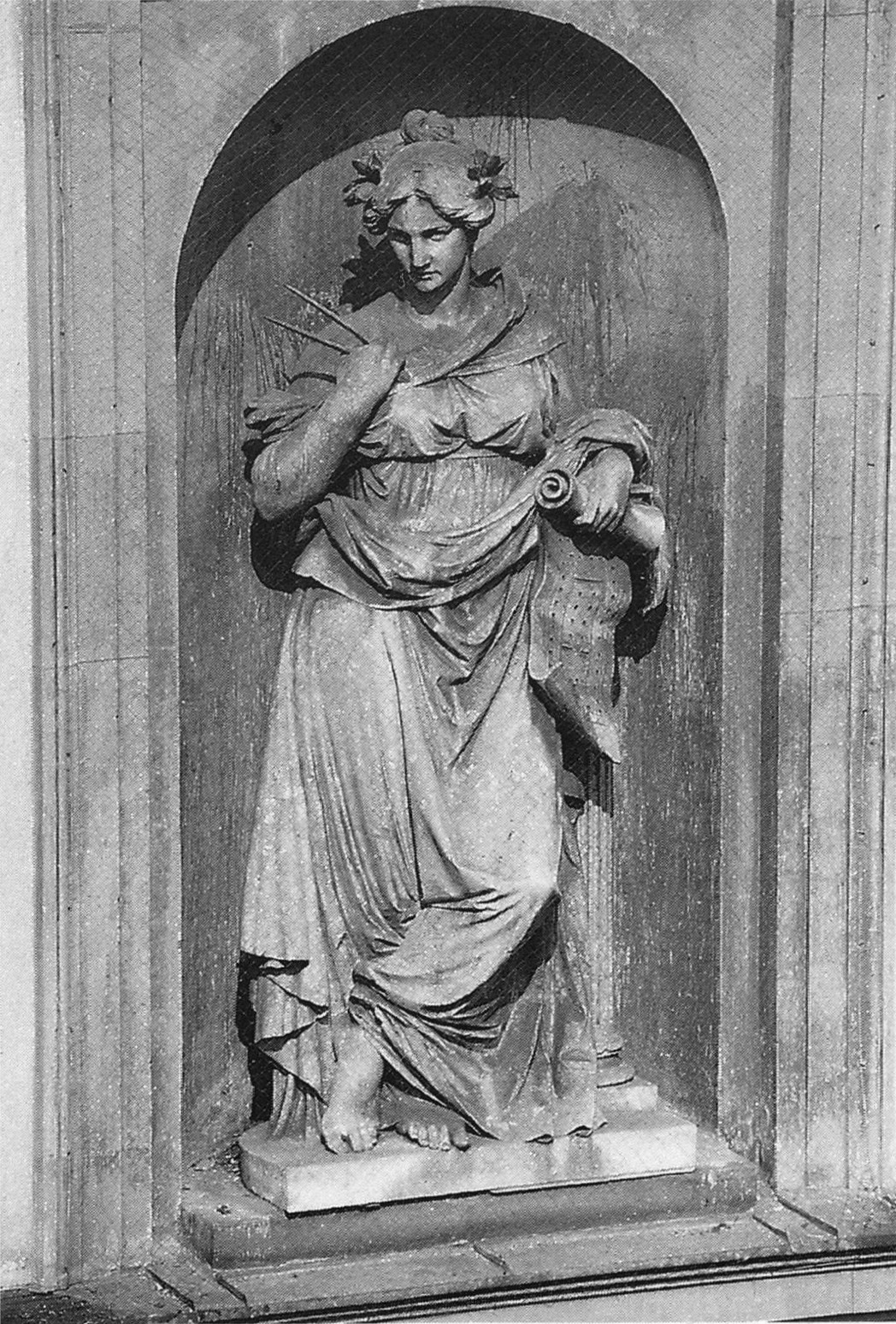
Allegorie der Architektur (1991)
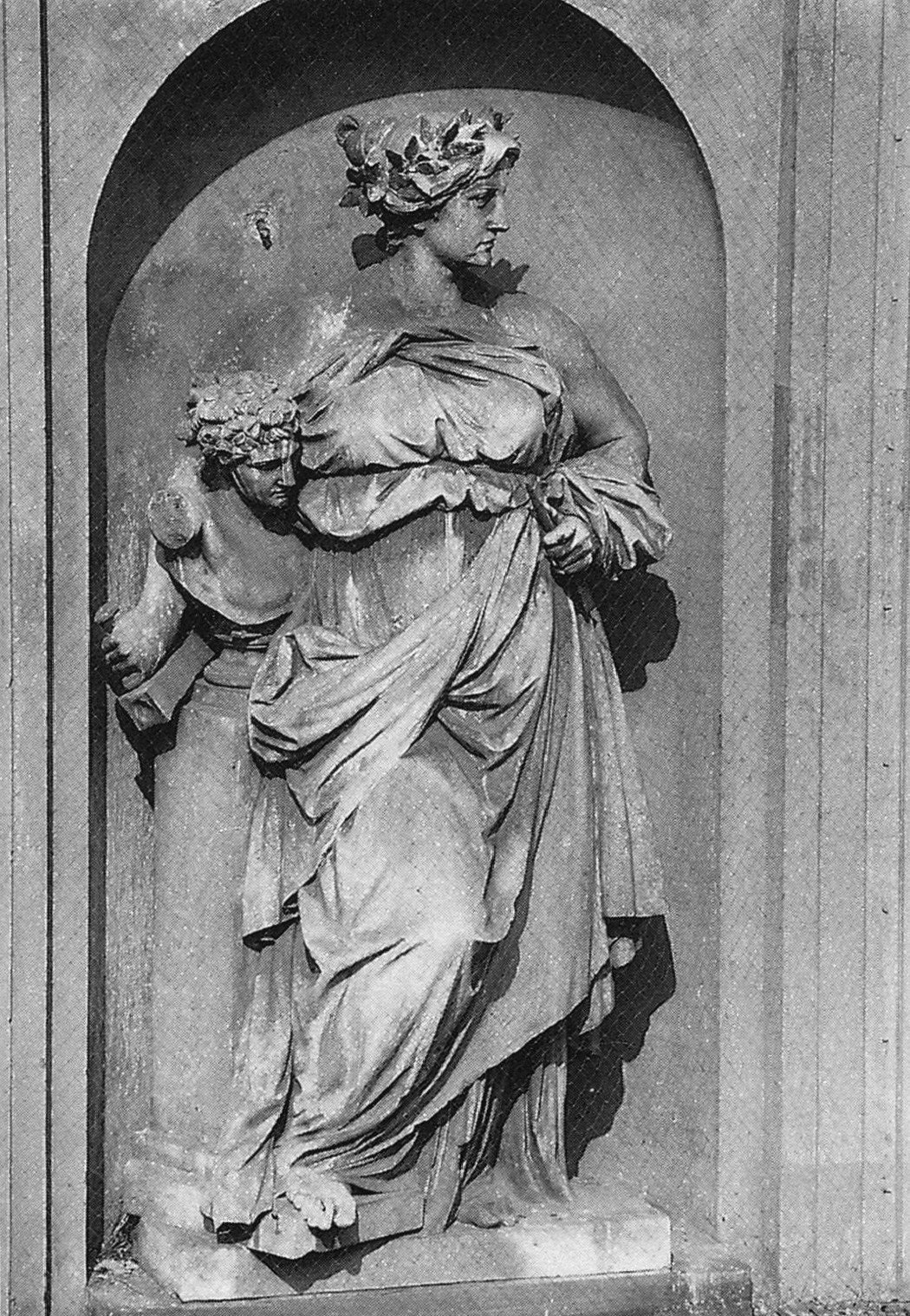
Allegorie der Plastik (1991)
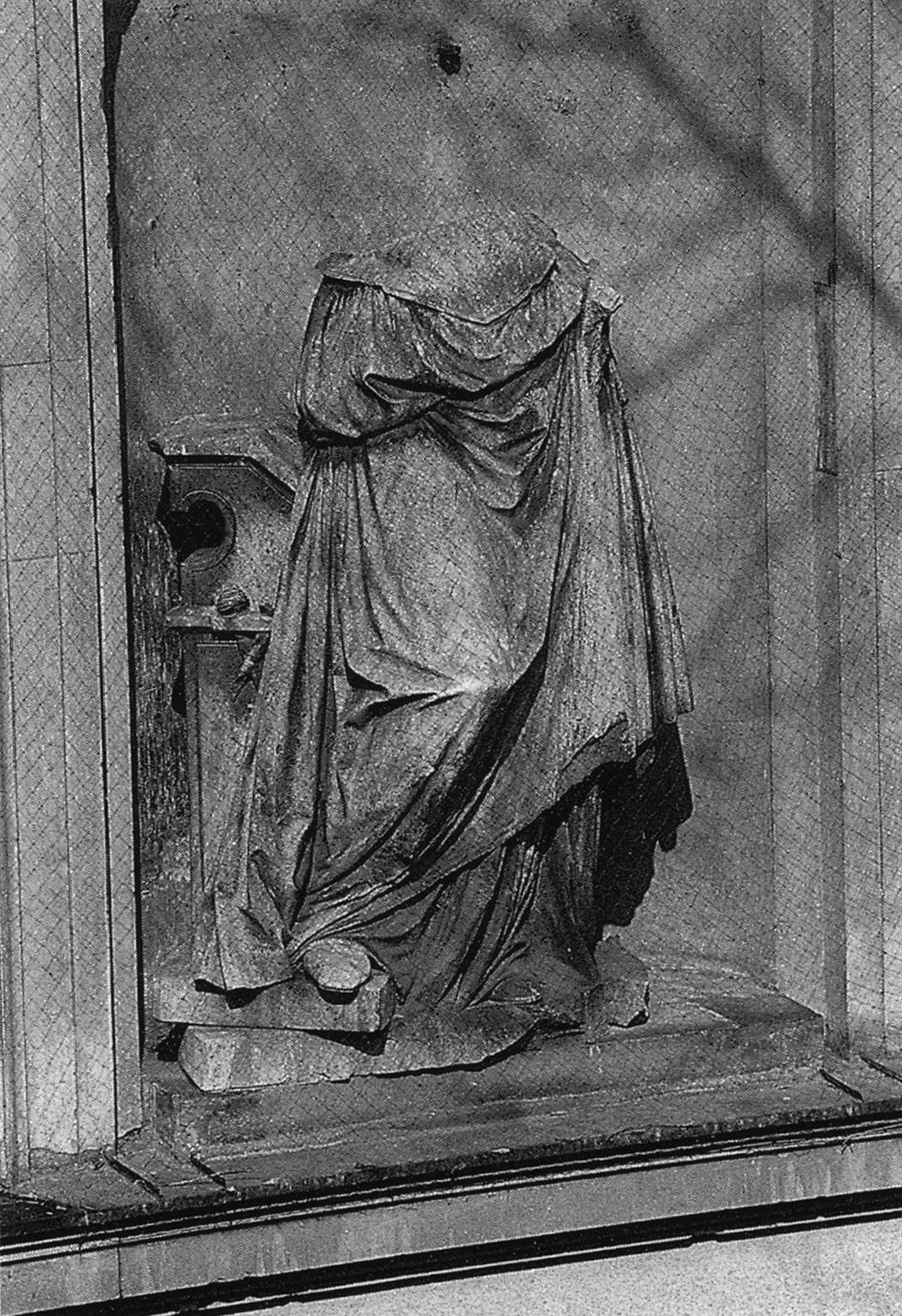
Allegorie der Kupferstecherkunst (teilweise kriegszerstört) (1991)
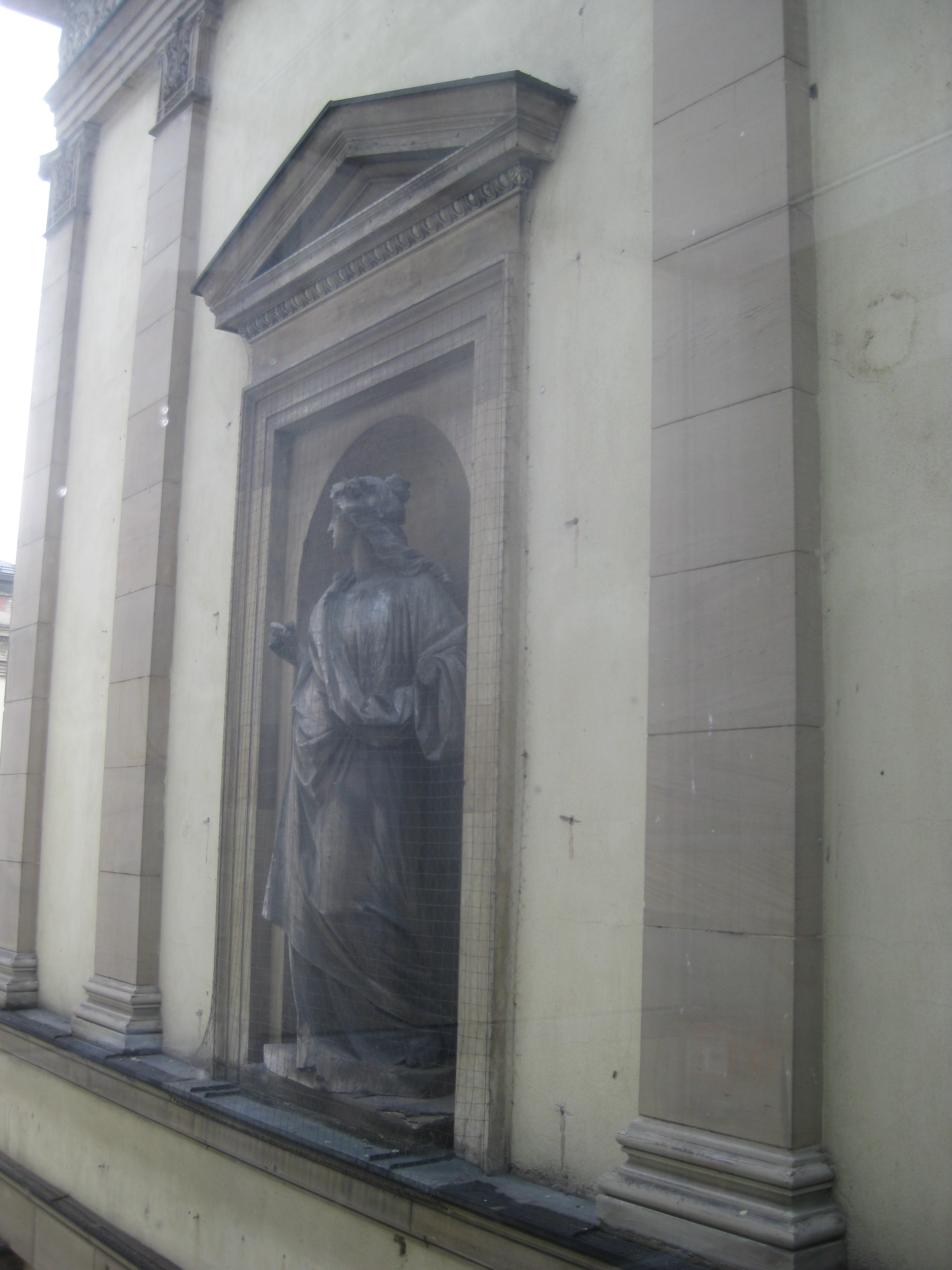
Allegorie der Malerei (2010)
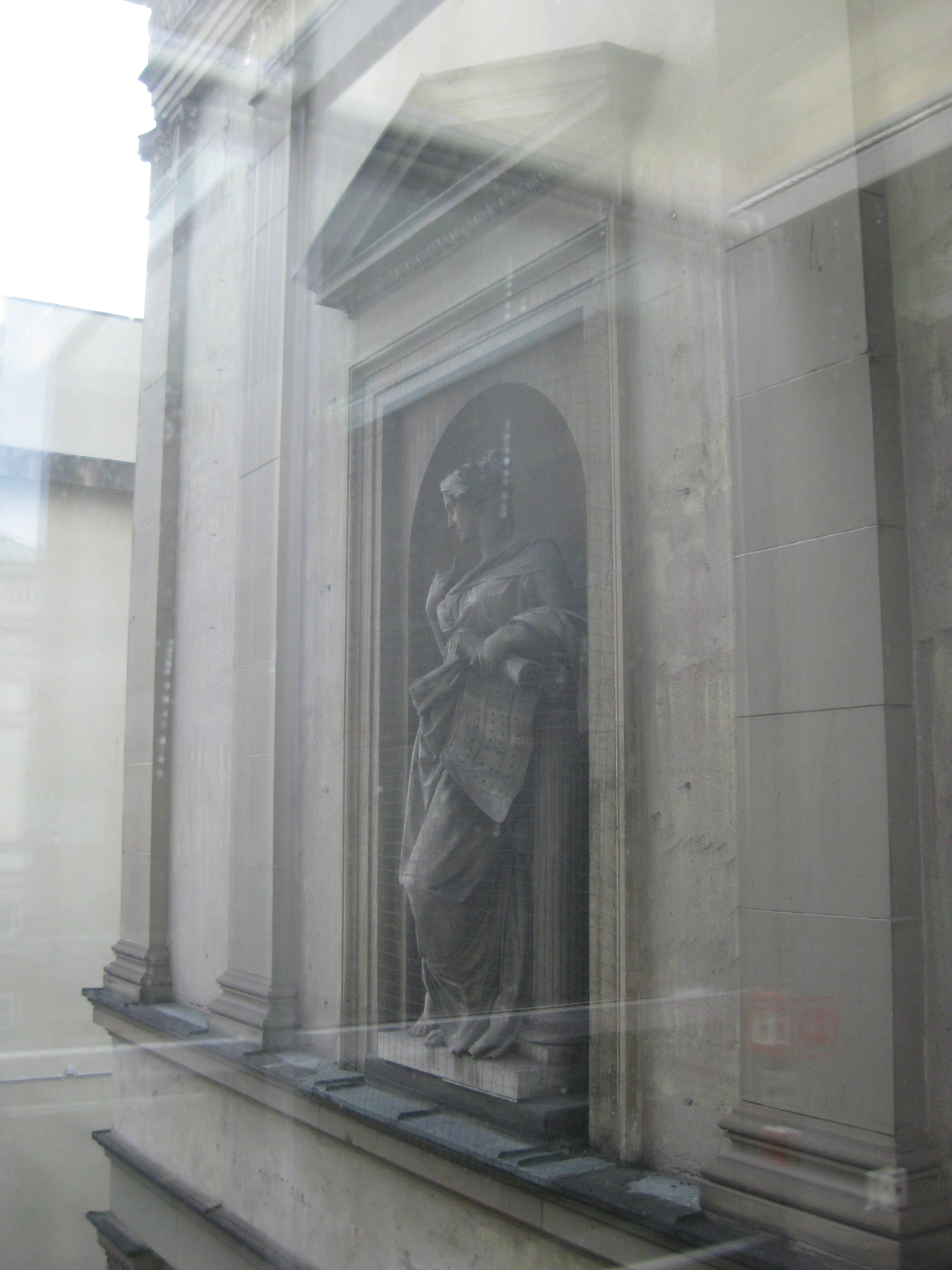
Allegorie der Architektur (2010)
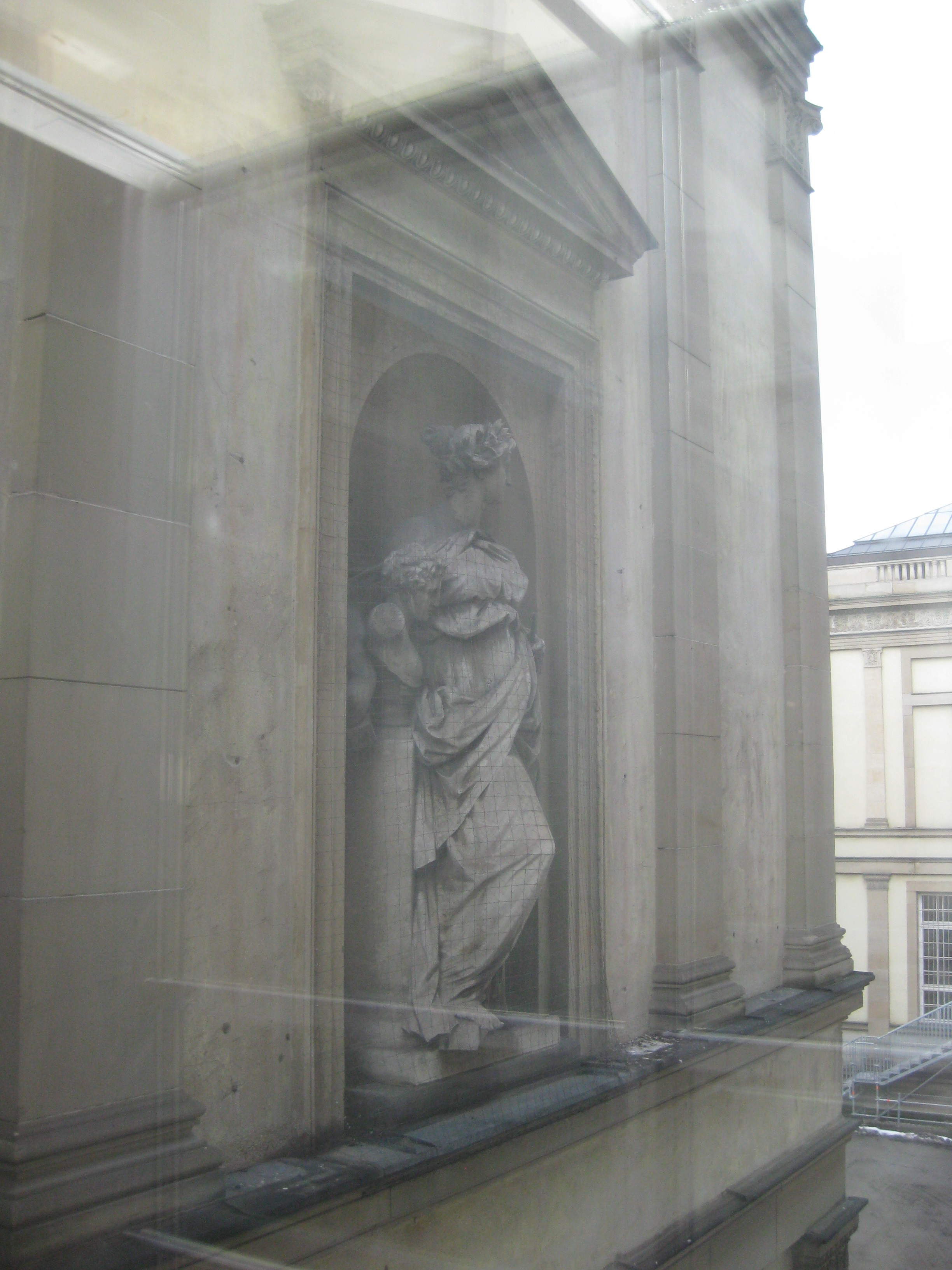
Allegorie der Plastik (2010)
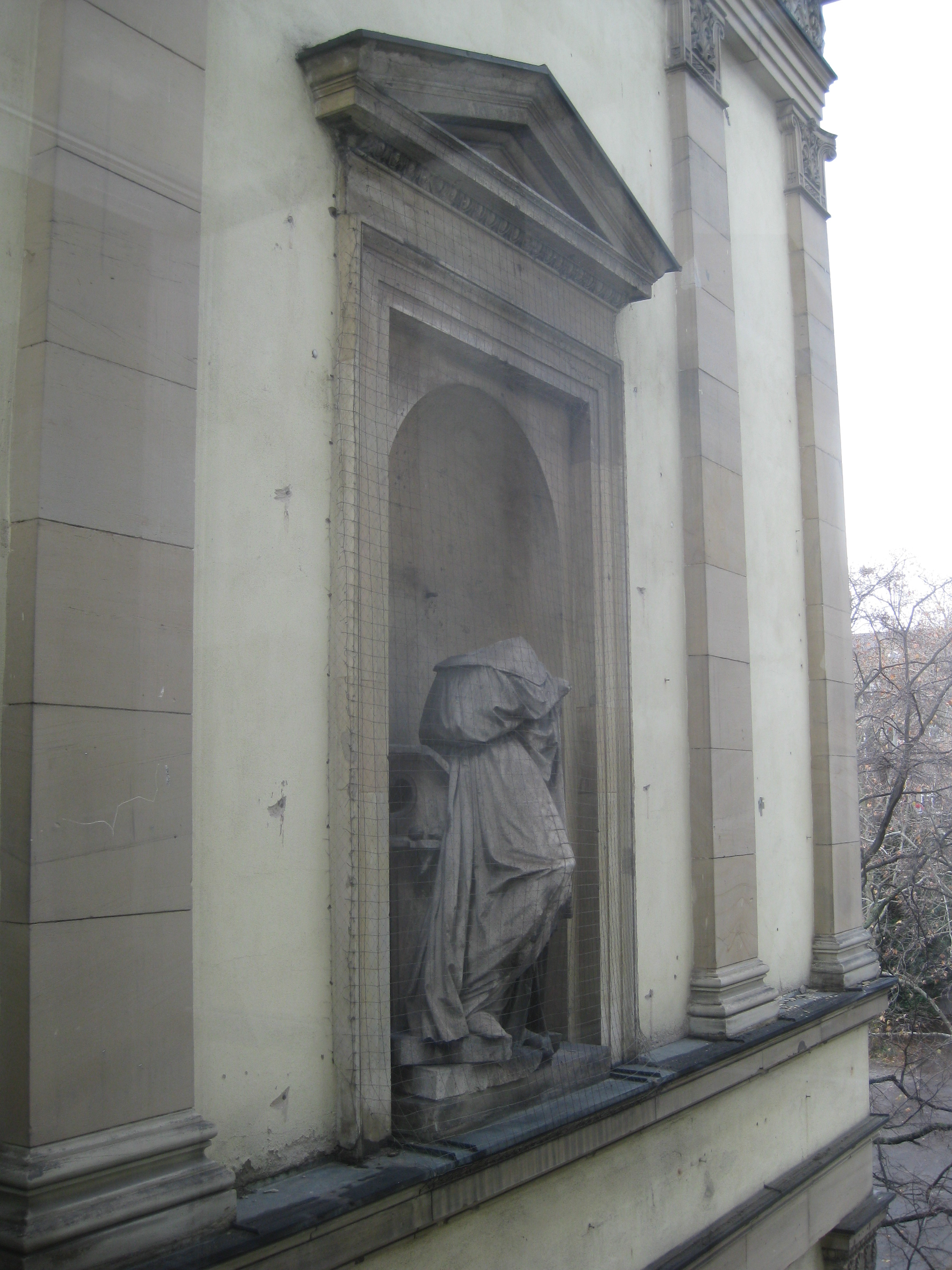
Allegorie der Kupferstecherkunst (teilweise kriegszerstört) (2010)

Statuen mit der allegorischen Darstellung der Malerei, Architektur, Plastik und Kupferstecherkunst, Sandstein. Je zwei Statuen schmücken die Fassaden der beiden rückwärtigen Flügel der Alten Staatsgalerie. Seit im Jahr 2002 hinter der Alten Staatsgalerie entlang der Urbanstraße ein Erweiterungsbau für die Graphische Sammlung errichtet wurde, ist die Sicht auf die Statuen nur noch eingeschränkt möglich (von der Urbanstraße aus oder auf den beiden verglasten Übergängen zwischen der Alten Staatsgalerie und der Graphischen Sammlung).
Standort: Stuttgart, Rückseite der Alten Staatsgalerie, Urbanstraße, Koordinaten: 48° 46′ 49,49″ N, 9° 11′ 16,89″ O.

### Der Glaube (1890)

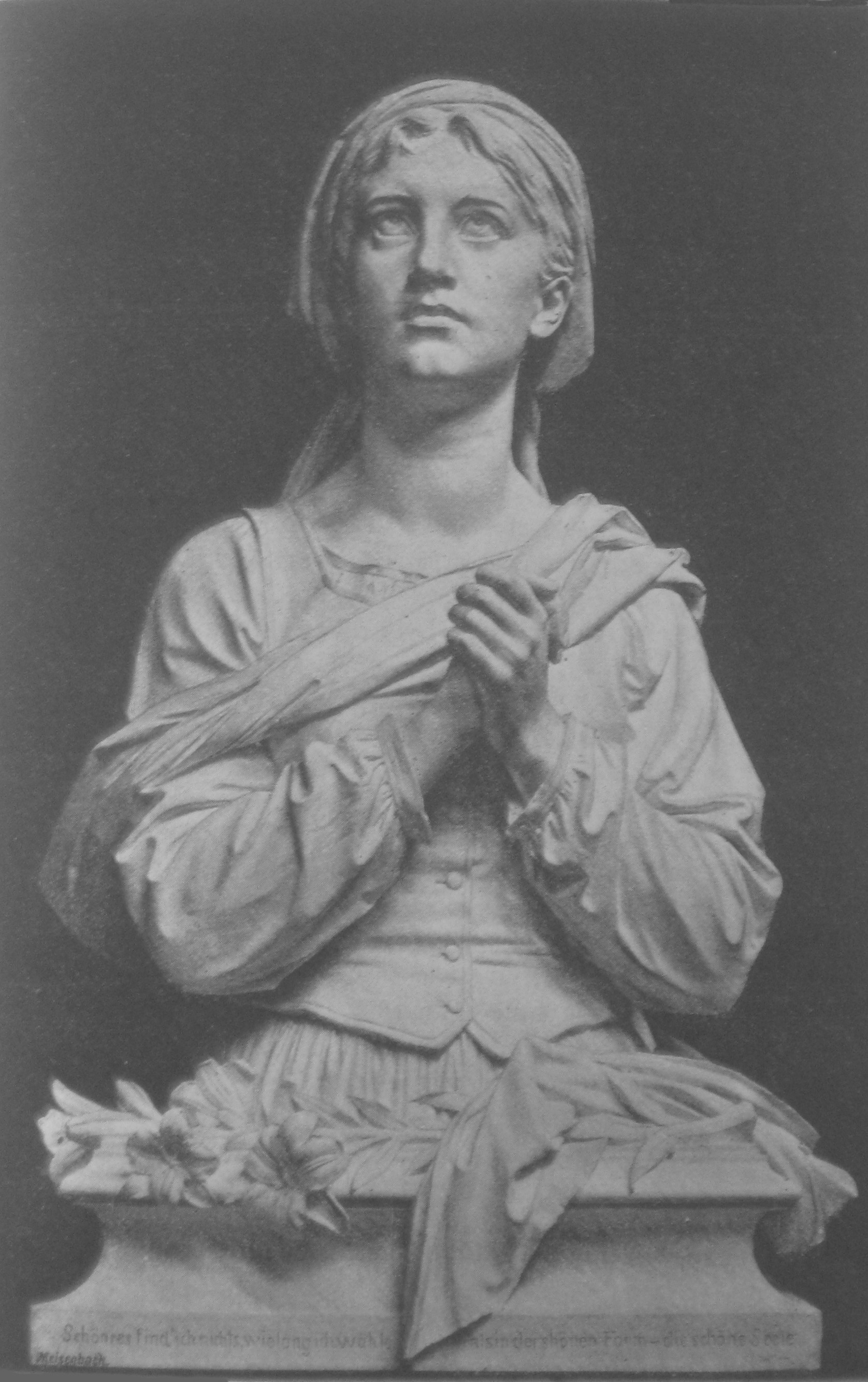

Halbfigur einer betenden jungen Frau auf profilierter Plinthe. Inschrift: „Schönres find' ich nichts, wielang ich wähle / als in der schönen Form – die schöne Seele.“ (Schiller 1804).
Standort: Verbleib unbekannt.

### Die Nacht (1890)

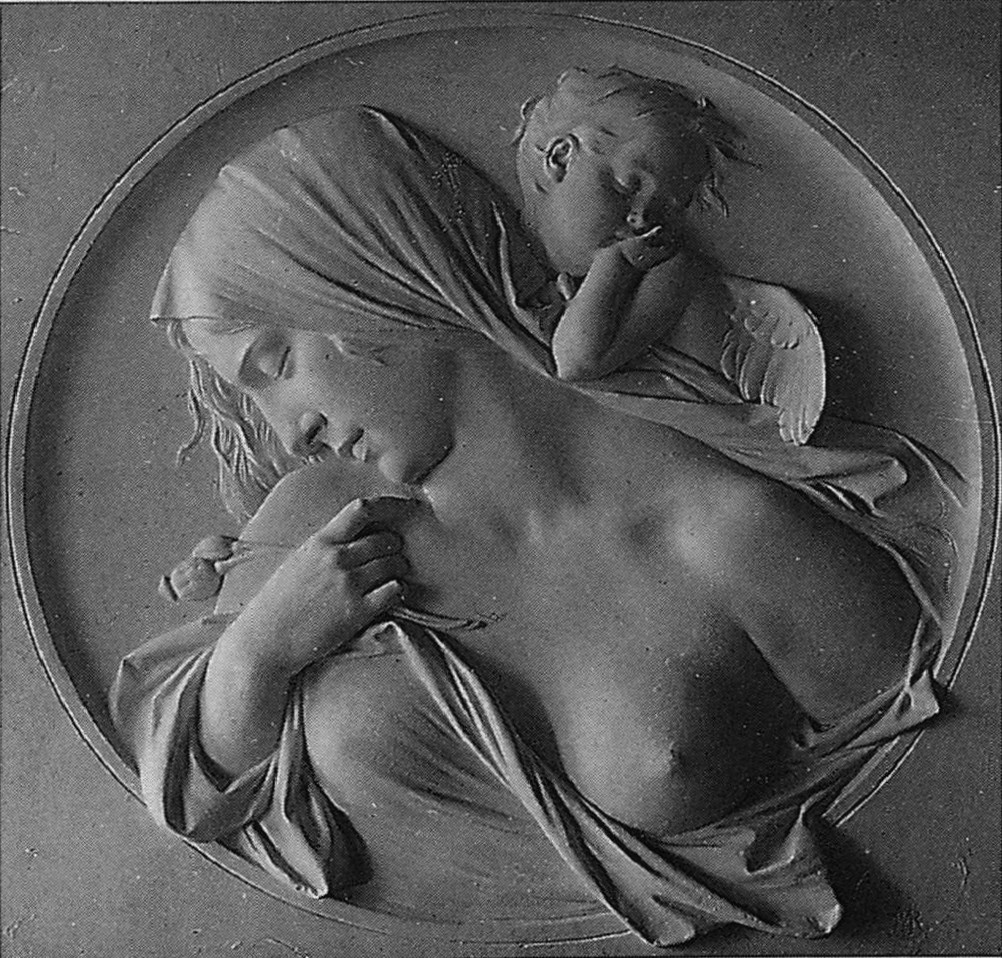

Relief, Gips, Medaillon mit Brustbild einer schlafenden jungen Frau, der eine schlafende, geflügelte Amorette auf dem Rücken hockt.
Standort: Stuttgart, Stadtarchiv.

### Maria mit dem göttlichen Kind (1890)

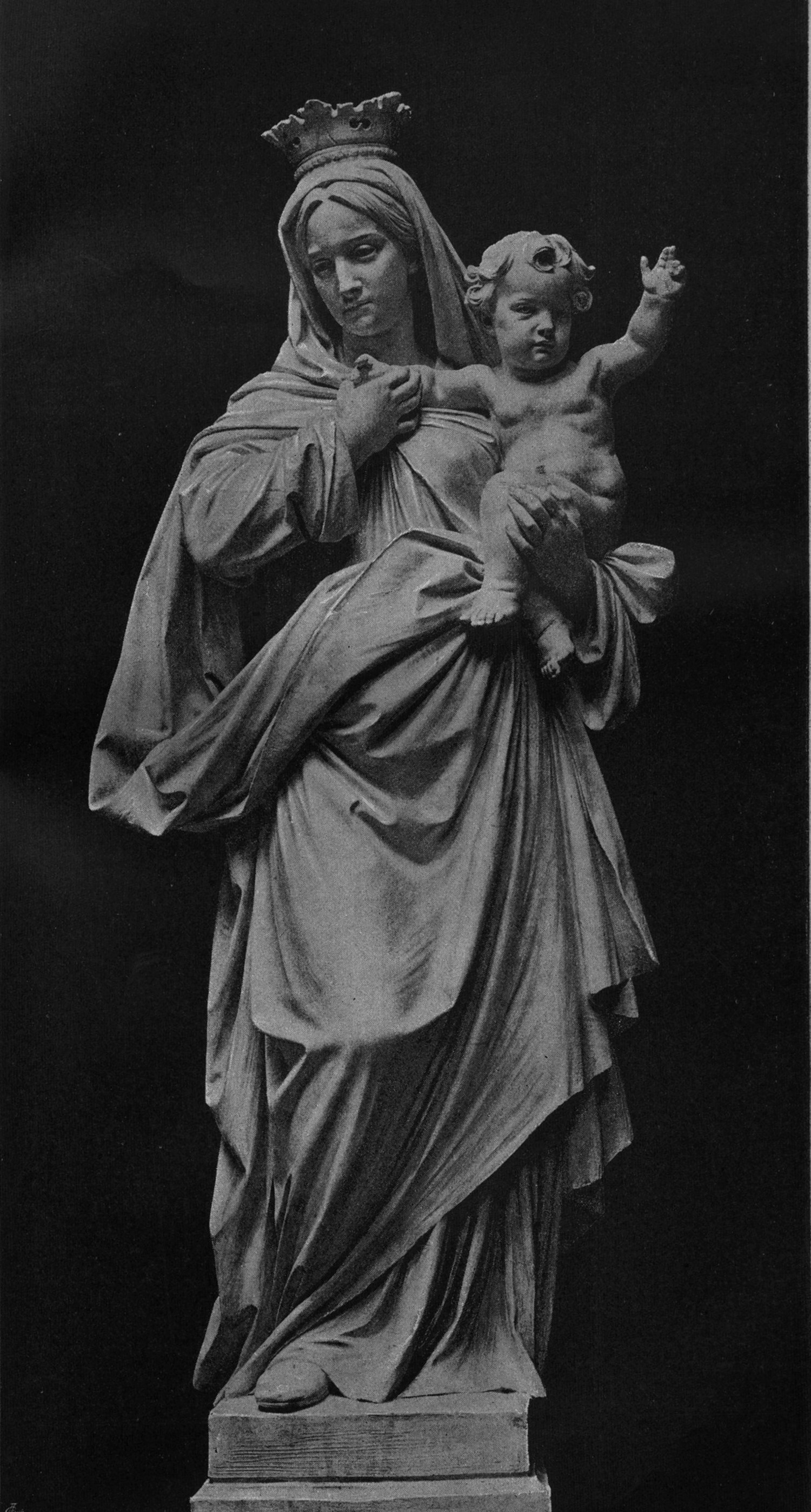
Marienstatue (um 1890)
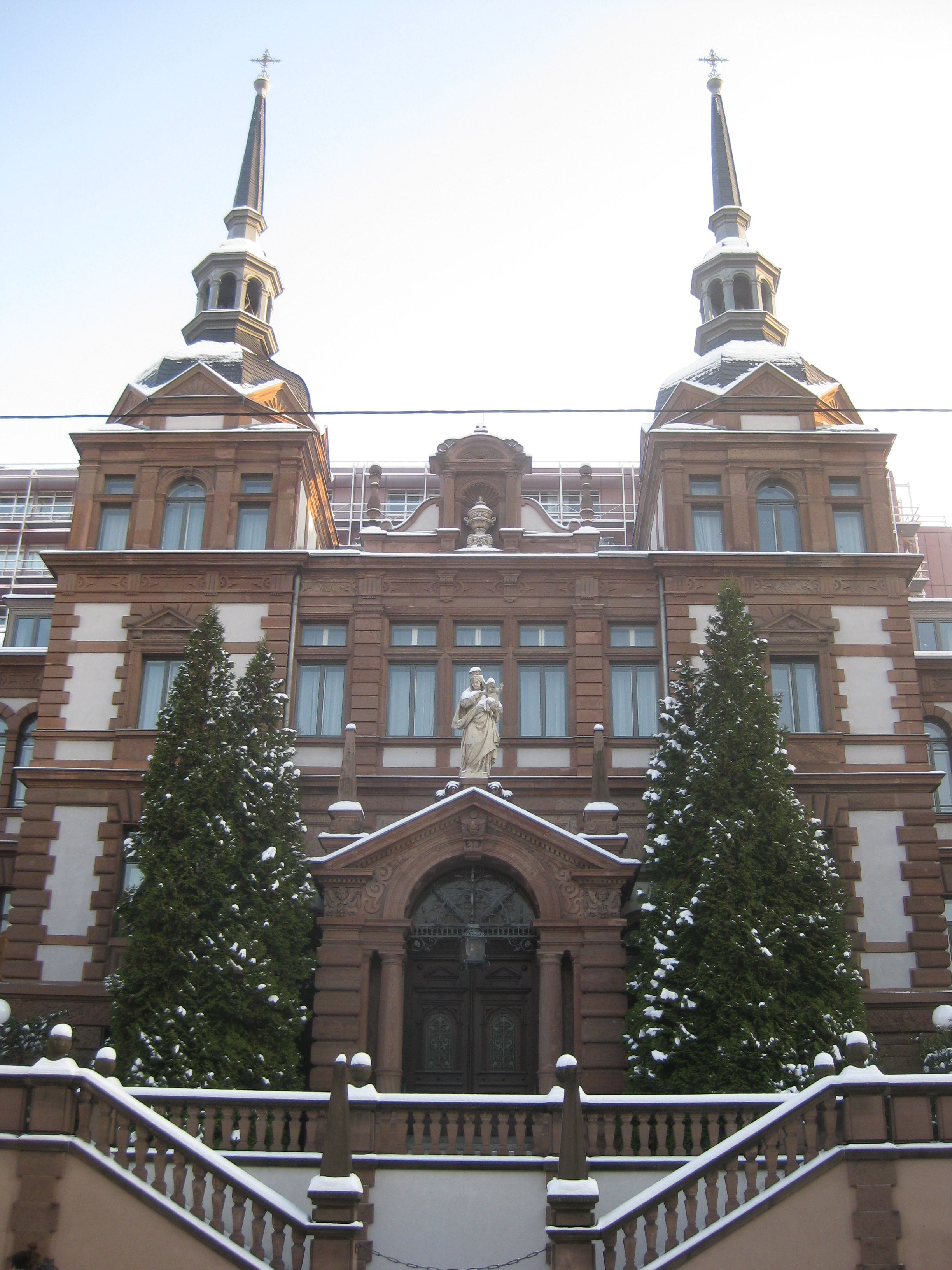
Ansicht der Frontseite des Marienhospitals mit der Marienstatue (2010)
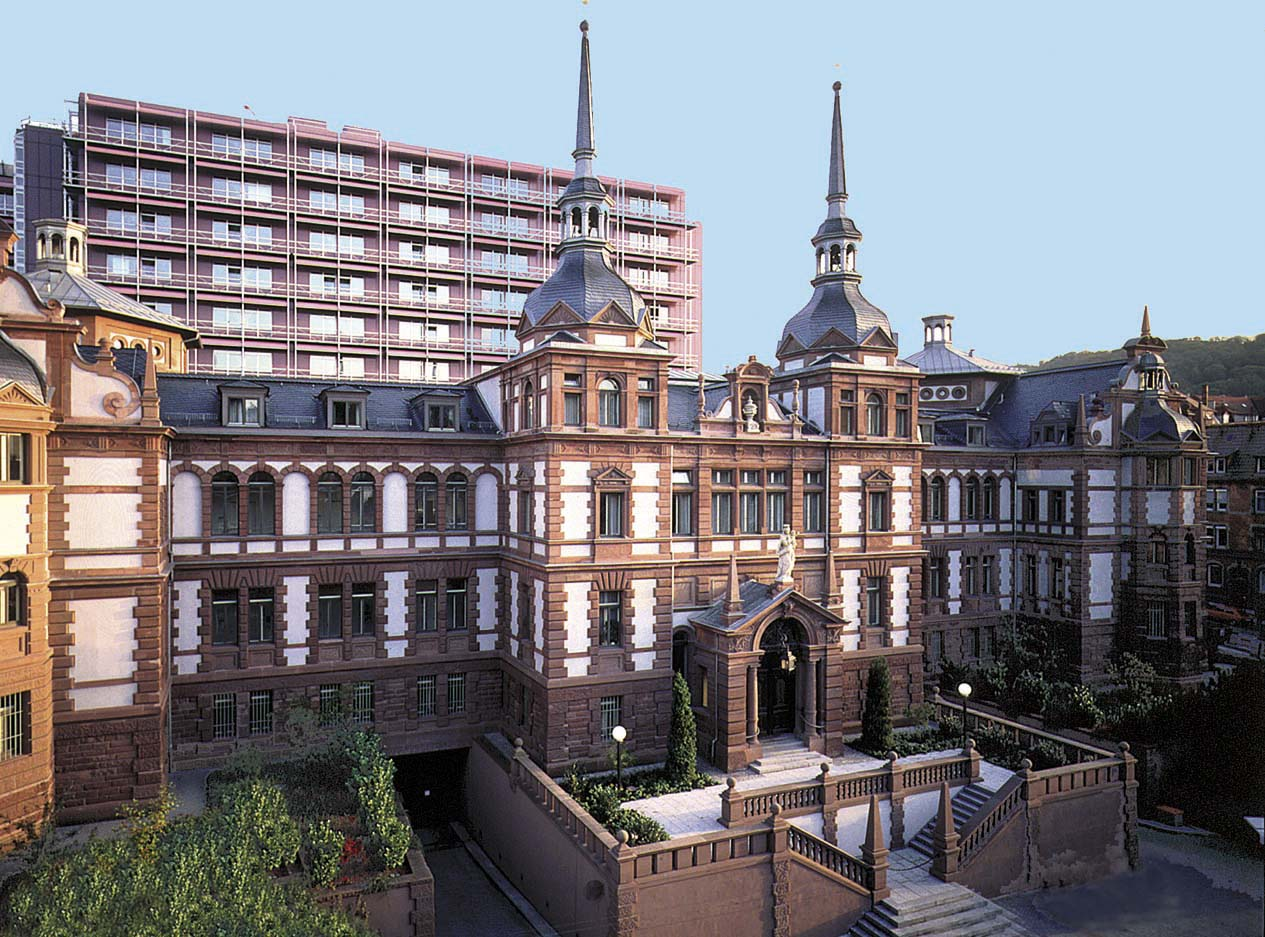
Gesamtansicht des Marienhospitals (2004)

Marienstatue, Kelheimer Kalkmarmor, Überlebensgröße. Statue mit Maria als Himmelskönigin und dem nackten Jesuskind, das seine Hand zum Gruß erhebt. Die Statue befindet sich über dem Eingangsportal des alten Marienhospitalbaus.
Standort: Stuttgart, Marienhospital, Alter Marienbau, Böheimstraße 37, Koordinaten: 48° 45′ 41,31″ N, 9° 9′ 46,3″ O.

### Christus, Petrus und Paulus (1892)

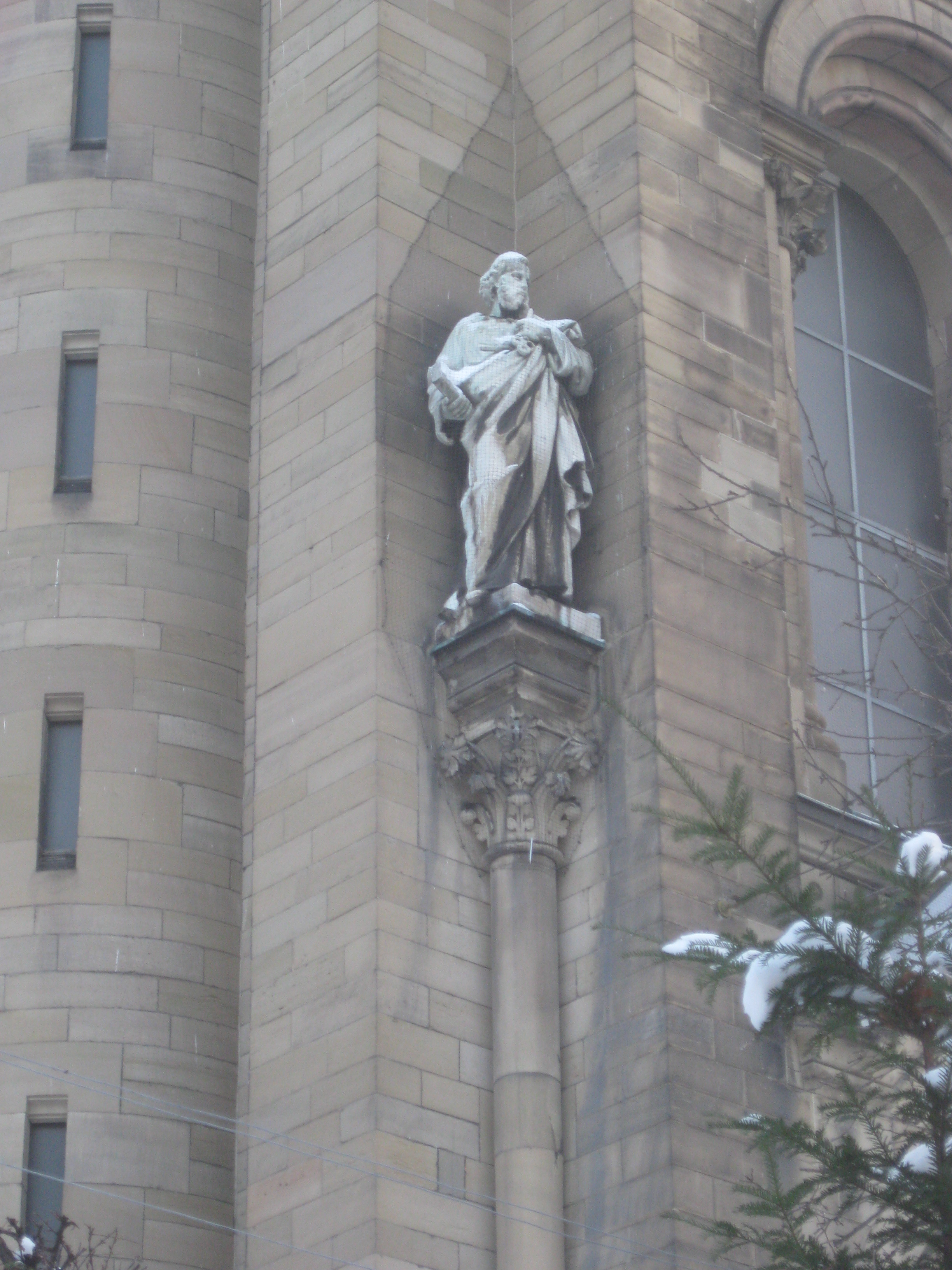
Petrus mit dem Schlüssel (2010)
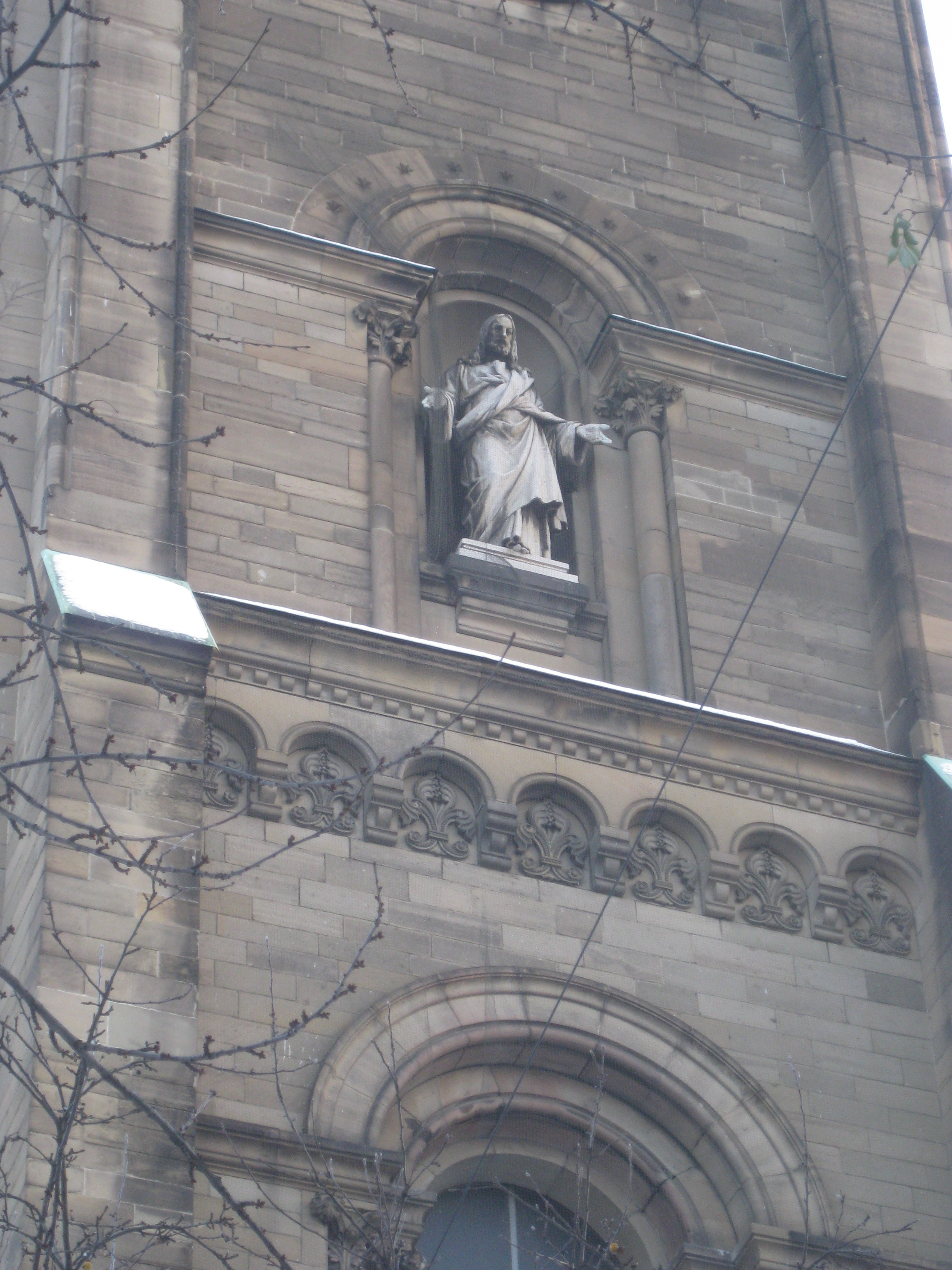
Der grüßende, einladende Christus (2010)
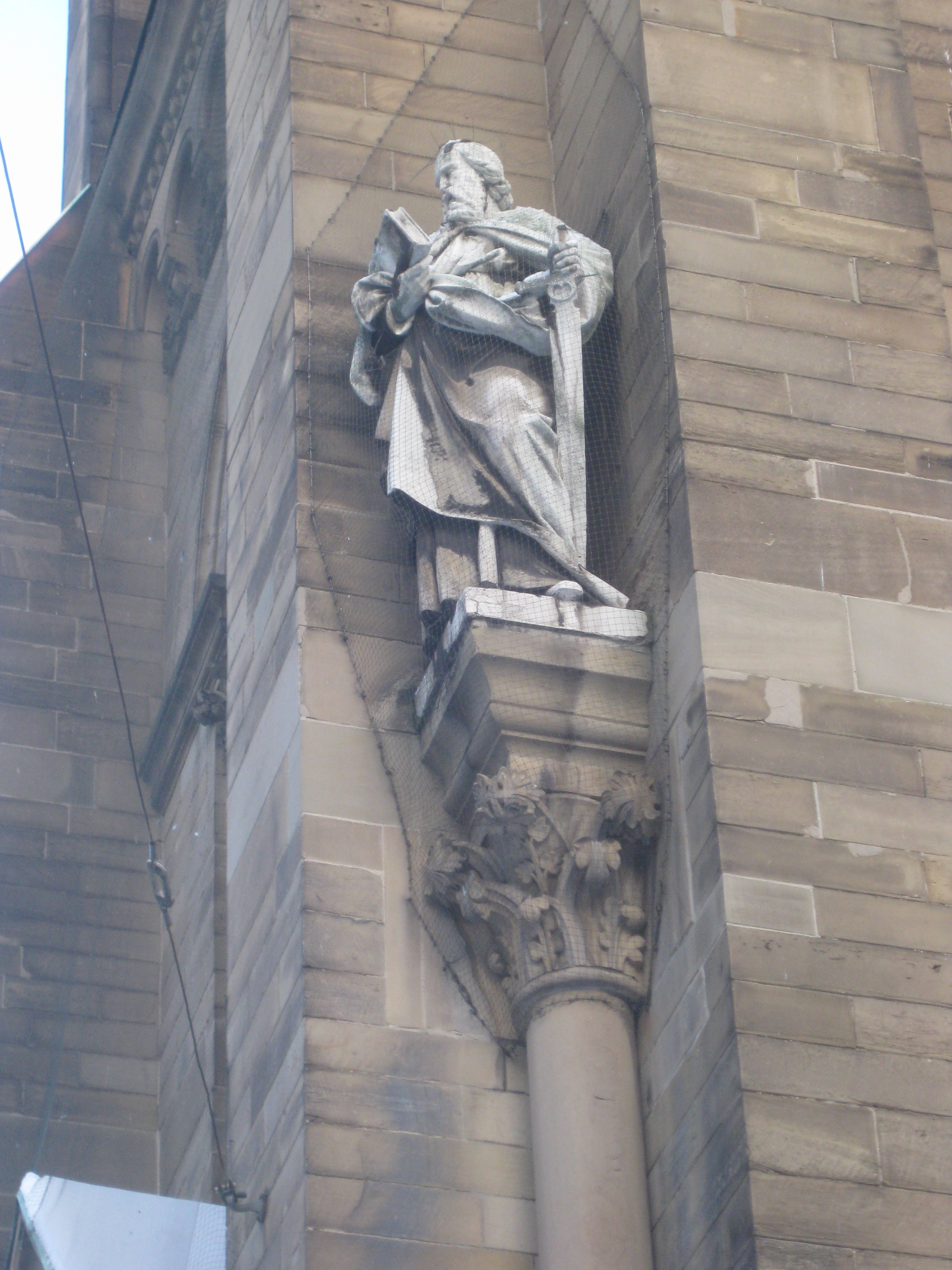
Paulus mit dem Buch (2010)
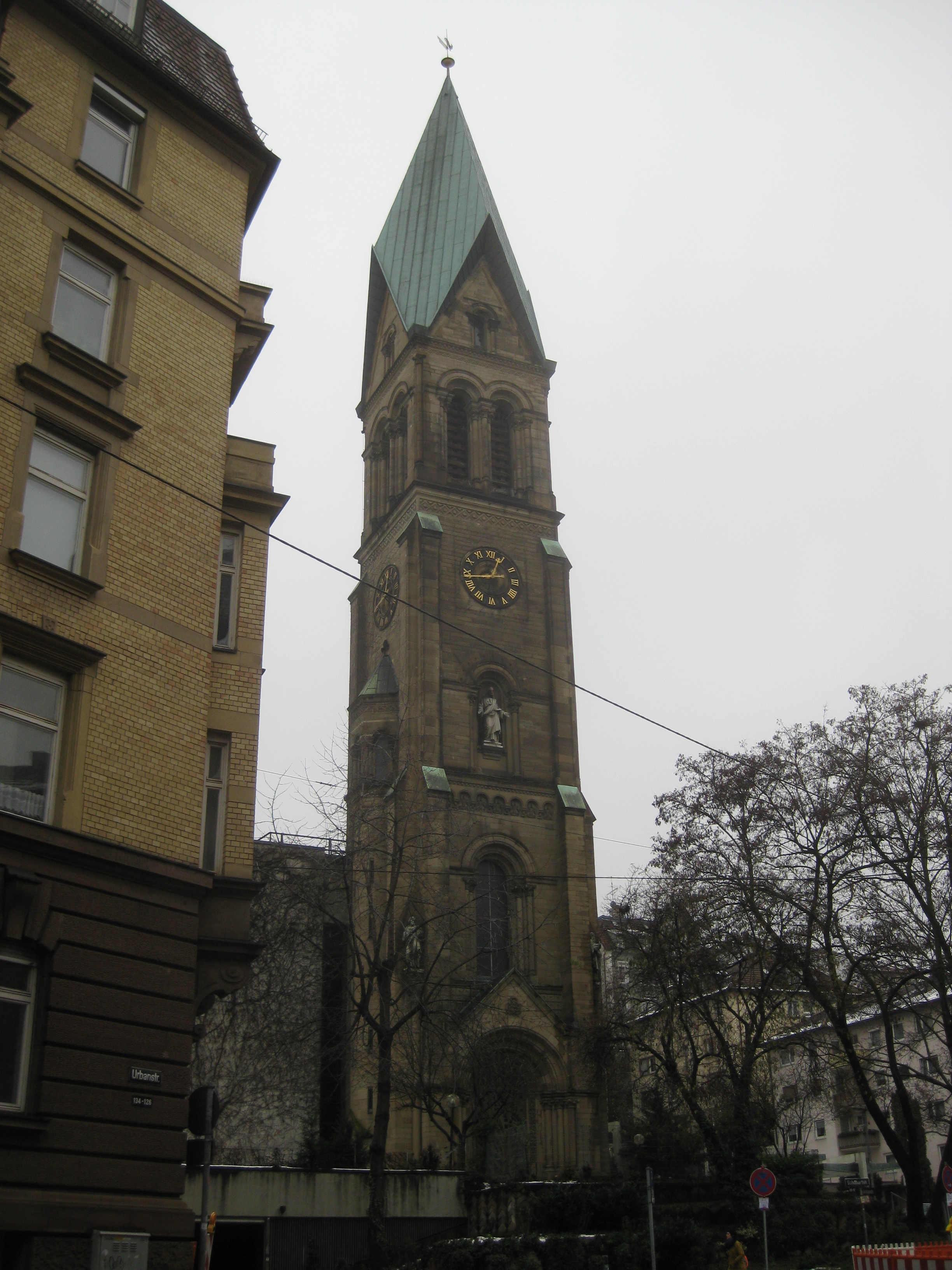
Turm der Friedenskirche (2010)
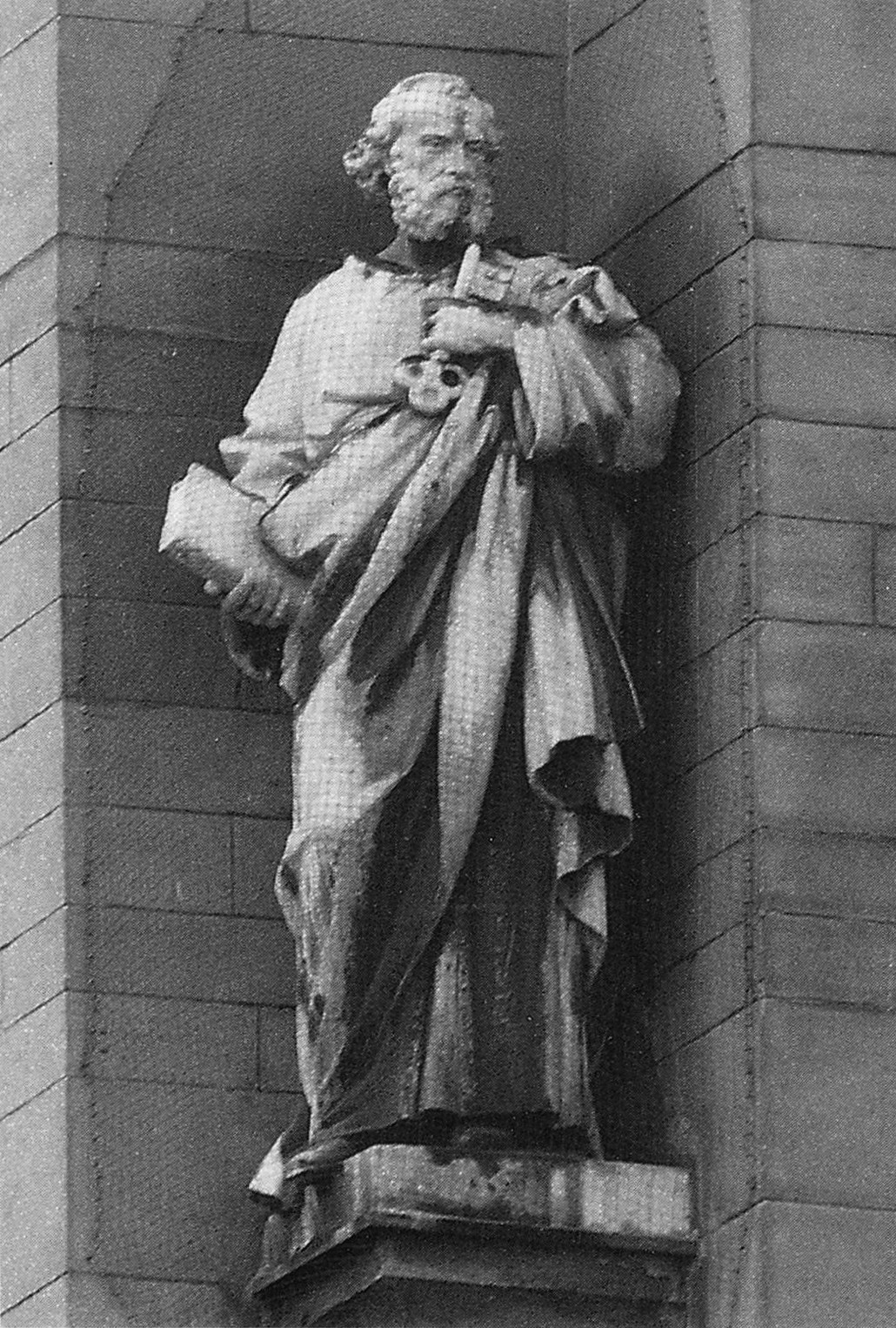
Petrus mit dem Schlüssel (1991)
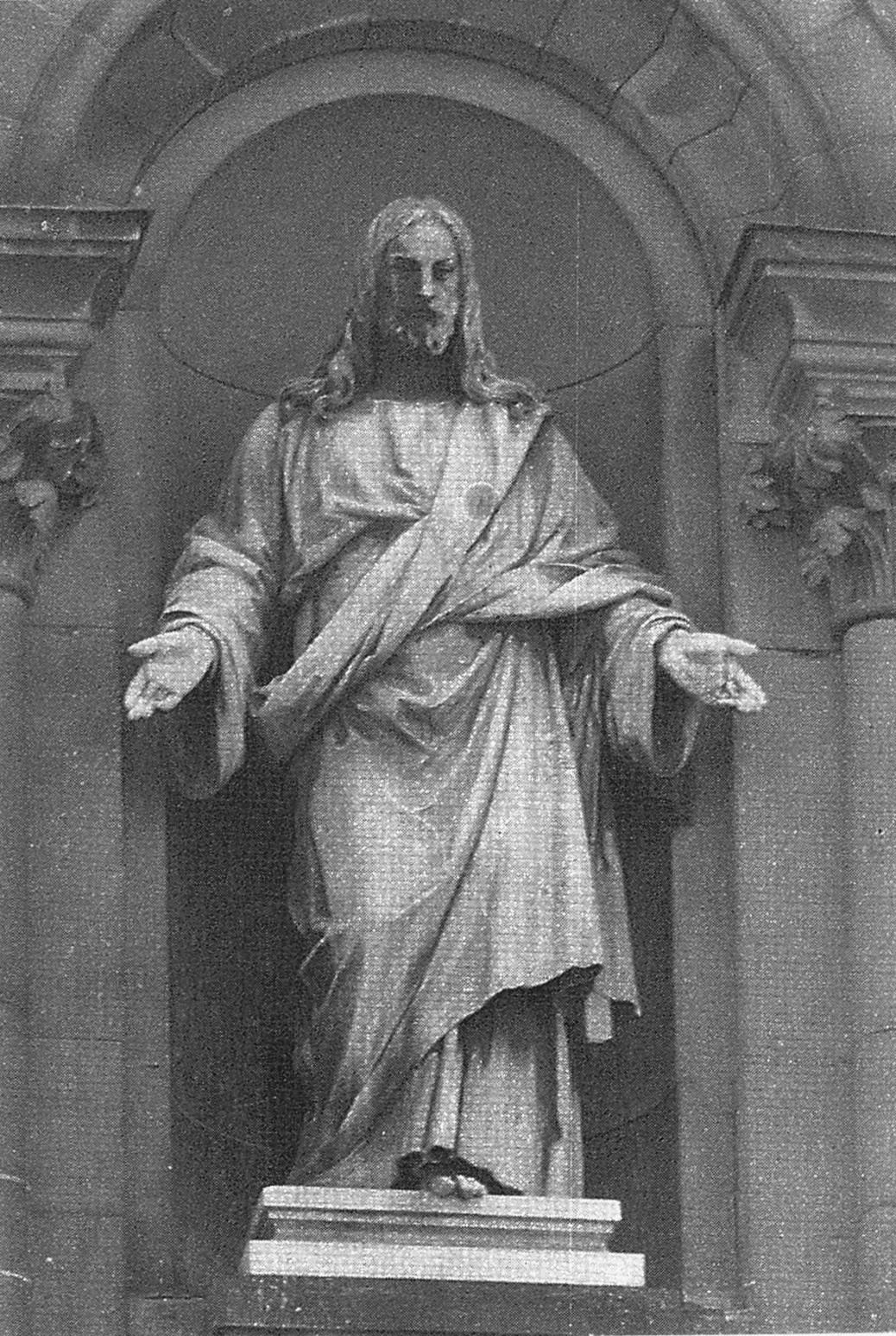
Der grüßende, einladende Christus (1991)
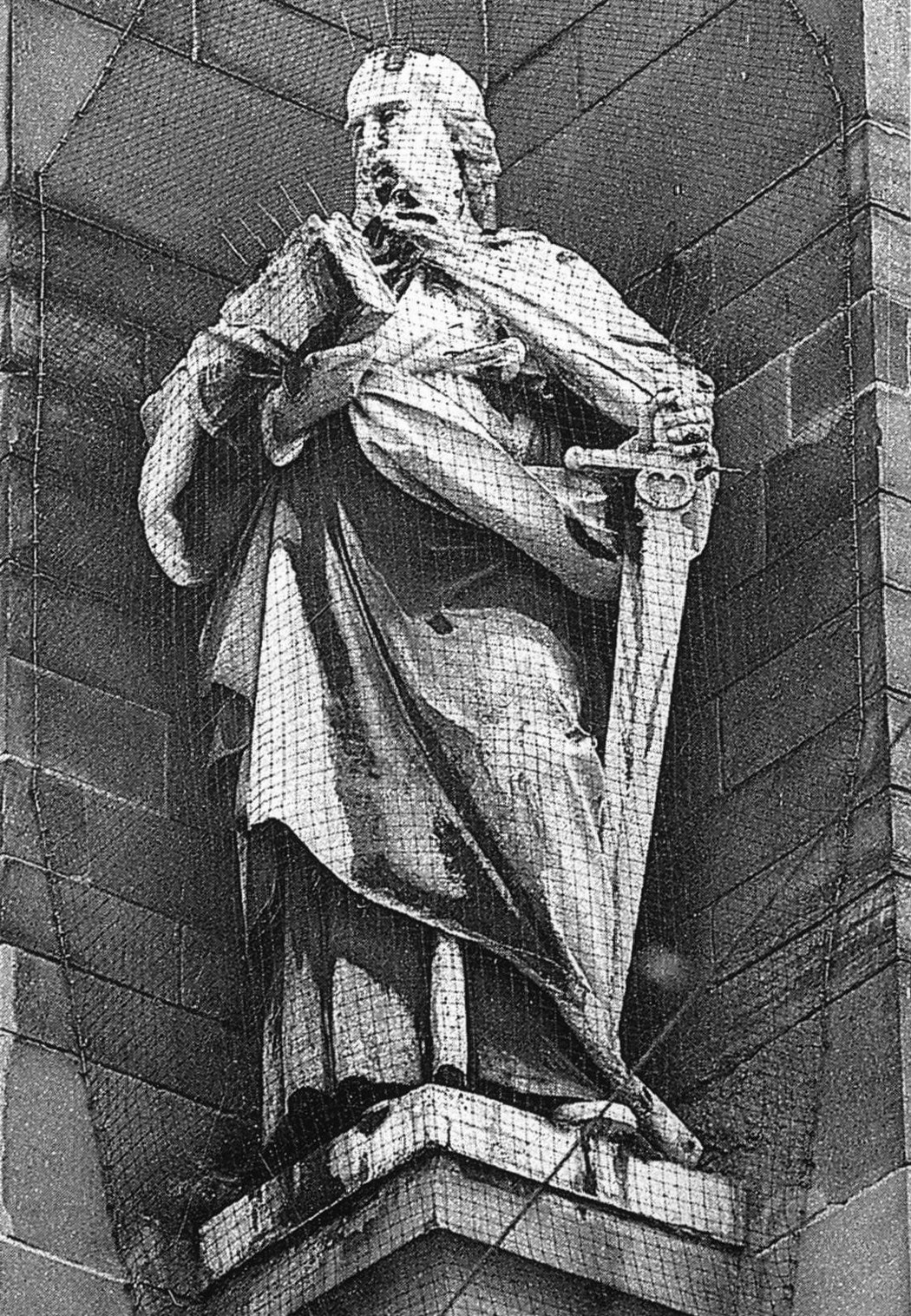
Paulus mit dem Buch (1991)
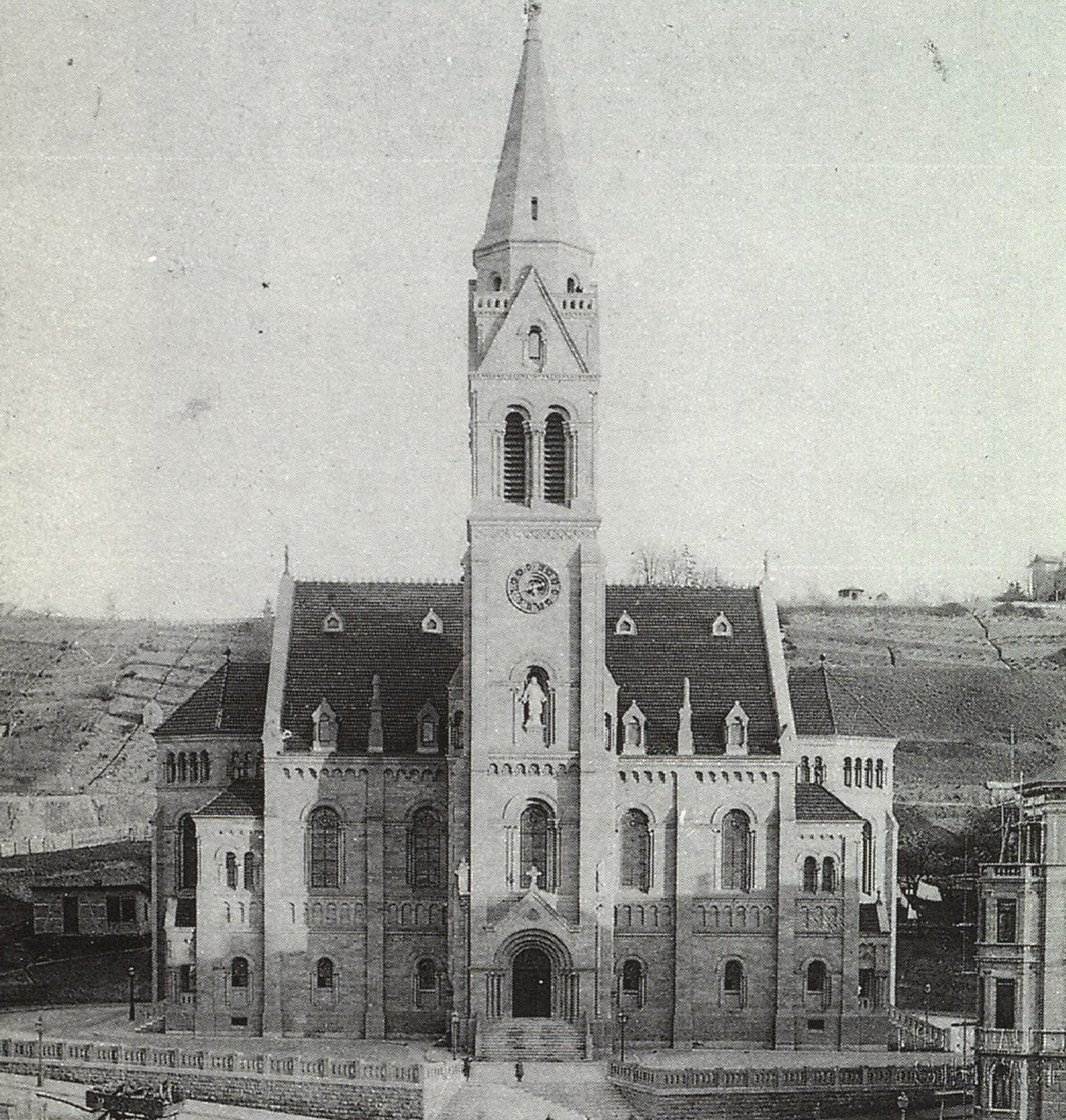
Friedenskirche (1892)

Drei Statuen, Kalkstein. Die Statuen zieren die Turmfassade der Friedenskirche: „Der grüßende, einladende Christus“ (2,70 m hoch) in einer Nische auf halber Höhe des Turms, und zu beiden Seiten des Hauptportals auf hohen Rundsäulen, die sich an die Eckpfeiler des Turms lehnen, die Figuren „Petrus mit dem Schlüssel“ (links) und „Paulus mit dem Buch“.
Standort: Stuttgart, Friedenskirche, Schubartstr. 12, Koordinaten: 48° 47′ 10,19″ N, 9° 11′ 33,5″ O.

### Verlorengegangene Werke
- Christus als guter Hirte (vor 1870), Tonfigur.
- Des Sängers Fluch (1878), Relief-Triptychon nach dem Gedicht Des Sängers Fluch von Ludwig Uhland.
- Porträt Joseph Anton von Gegenbaurs, Hochrelief in Marmor für Gegenbaurs Grabmal auf dem Campo Santo Teutonico in Rom (1879).
- Grabmal von Theodor Wagner (ab 1880).
- Zwickelrelief der Königlichen Landesbibliothek (1885–1888).
- Grabmal von Ludwig Stark (ab 1884).[10]
- Knabe in Gefahr („Muckenbüble“) (1886), Marmorkopie.
- Der Glaube (1890), Halbfigur einer betenden jungen Frau.

In Merz 1890, Seite 87, wird berichtet, dass von Rösch 1890 noch „ein naturfrisches Bild des Frühlings und ein köstlicher Kinderengels-Kopf [im Stuttgarter Kunstverein] ausgestellt“ waren, über die aber sonst nichts bekannt ist.

### Leben und Werke
- Rudolf Schäfer: Wilhelm Rösch †. In: Oesterreichische Kunst-Chronik / Allgemeine Kunst-Chronik. Zeitschrift für Kunst, Kunstgewerbe und Literatur / Allgemeine Kunst-Chronik. Illustrirte Zeitschrift für Kunst, Kunstgewerbe, Musik und Literatur / Allgemeine Kunst-Chronik. Illustrirte Zeitschrift für Kunst, Kunstgewerbe, Musik, Theater und Literatur, 15. August 1893, S. 440 (online bei ANNO).
- Johannes Merz: Wilhelm Rösch. In: Christliches Kunstblatt für Kirche, Schule und Haus 37.1895, S. 1–7.
- Heinz Pfizenmayer: Vom einfachen Steinhauerlehrling zum angesehenen Bildhauer. Wilhelm Rösch aus Neckarrems (1850–1893). In: Paul Sauer, Eduard Theiner, Heinz Pfizenmayer, Karl-Henning Seemann: Remsecker Lebensbilder. Benedikt Elsas aus Aidlingen – Alexandrine von Beroldingen aus Hochberg – Friedrich Jakob Philipp Heim aus Hochdorf – Balthasar Sprenger aus Neckargröningen – Wilhelm Rösch aus Neckarrems (Heimatkundliche Schriftenreihe der Gemeinde Remseck am Neckar. Landschaft – Natur – Geschichte, Bd. 11). Remseck 1991, S. 64–83 (dort mit falschem Hinweis, dass die Kepler-Statue den 2. Weltkrieg nicht überdauert habe)
- Karl-Henning Seemann: Wilhelm Rösch – eine Würdigung. In: Paul Sauer, Eduard Theiner, Heinz Pfizenmayer, Karl-Henning Seemann: Remsecker Lebensbilder. Remseck 1991, S. 79, 83.

### Einzelne Werke
Alphabetisch nach Werktitel und nach dem Jahr der Publikation.
- Allegorien der Bildenden Kunst

Die Bildhauer Rheineck und Rösch. In: Schwäbische Kronik Nr. 52 vom 1. März 1889, Seite 361.
- Christus, Petrus und Paulus

Heinrich Merz: Die Friedenskirche in Stuttgart. In: Christliches Kunstblatt für Kirche, Schule und Haus 34.1892, Seite 177–185.
- Der Glaube

Heinrich Merz: Vom Stuttgarter Kunstverein. In: Christliches Kunstblatt für Kirche, Schule und Haus 32.1890, Seite 81–87, 89, besonders Seite 87, 89.
- Des Sängers Fluch

Kunstchronik 13.1878, Spalte 773–774.
- Gegenbaur-Grabmal

Kunstchronik 13.1878, Spalte 373–374.
- Haidlen-Denkmal

Hermann Götz: Der Verschönerungsverein der Stadt Stuttgart 1861–1936, Stuttgart 1937, Seite 20–21.
- Hauff-Denkmal
  - Kunstchronik 17.1882, Spalte 483, 658.
  - Hermann Götz: Der Verschönerungsverein der Stadt Stuttgart 1861–1936, Stuttgart 1937, Seite 20–21.
  - Pfizenmayer, Heinz: Wilhelm Rösch der Schöpfer der Hauffbüste. In: Stuttgarter Amtsblatt Nr. 14 vom 7. April 1955, Seite 13.
- Kepler-Statue.
  - Kunstchronik 13.1878, Spalte 373–374, 773–774.
  - Das Jubiläum der Stuttgarter technischen Hochschule II. Der Flügelbau an der k. technischen Hochschule ausgeführt von Oberbaurath Prof. A. Tritschler. In: Schwäbische Kronik Nr. 250 vom 21. Oktober 1879, Seite 1977–1978, besonders Seite 1977.
  - Stuttgart. Theodor Schurer und Wilhelm Rösch. In: Kunstchronik 15.1880, Spalte 62–63.
  - B.: Das Jubiläum der technischen Hochschule in Stuttgart. In: Kunstchronik 15.1880, Spalte 65–68.
  - Johannes Zahlten: Florenz am Neckarstrand? Zur Wiedergeburt der Künste und zu ihrer Geschichte an der Polytechnischen Schule in Stuttgart. In: Johannes Zahlten (Herausgeber): 125 Jahre Institut für Kunstgeschichte Universität Stuttgart. Herwarth Röttgen zum 60. Geburtstag, Stuttgart 1991, Seite 43–82, besonders Seite 57–63 .
- Maria mit dem göttlichen Kind
  - Margarita Beitl (Herausgeber); Eberhard Gönner: Marienhospital 1890 - 1990, Untermarchtal 1990, Seite 38–39.
  - Das neue Krankenhaus der barmherzigen Schwestern in Stuttgart. In: Archiv für christliche Kunst 8.1890, Seite 82–84, Tafel nach Seite 82.
- Mörike-Denkmal
  - Kunstchronik 12.1877, Spalte 739, Kunstchronik 13.1878, Spalte 773–774, Kunstchronik 15.1880, Spalte 599.
  - Annette Schmidt: „Denkmalwuth!“ – Das Mörike-Denkmal in Stuttgart. In: Denkmalpflege in Baden-Württemberg 30.2001, Seite 50.
  - Hans-Ulrich Simon: Mörike in Porträts seiner Zeit : eine Ikonographie. Stuttgart : Hohenheim-Verlag, 2004, Seite 131–132.
- Muckenbüble
  - Kunstchronik 21.1886, Spalte 721–722.
  - Manfred Schmid: „Muckenbüble“. In: Manfred Schmid; Jutta Ronke: Städtisches Lapidarium. Museumsführer, Stuttgart [2006], Seite 4, 50.
- Religion, Zwickelrelief der Königlichen Landesbibliothek
  - Heinrich Merz: Vom Stuttgarter Kunstverein. In: Christliches Kunstblatt für Kirche, Schule und Haus, Jahrgang 32, 1890, Seite 81–87, hier 87.

### Sonstiges
- Friedrich Schiller: Die Huldigung der Künste, 1804 .